# История Виргинии

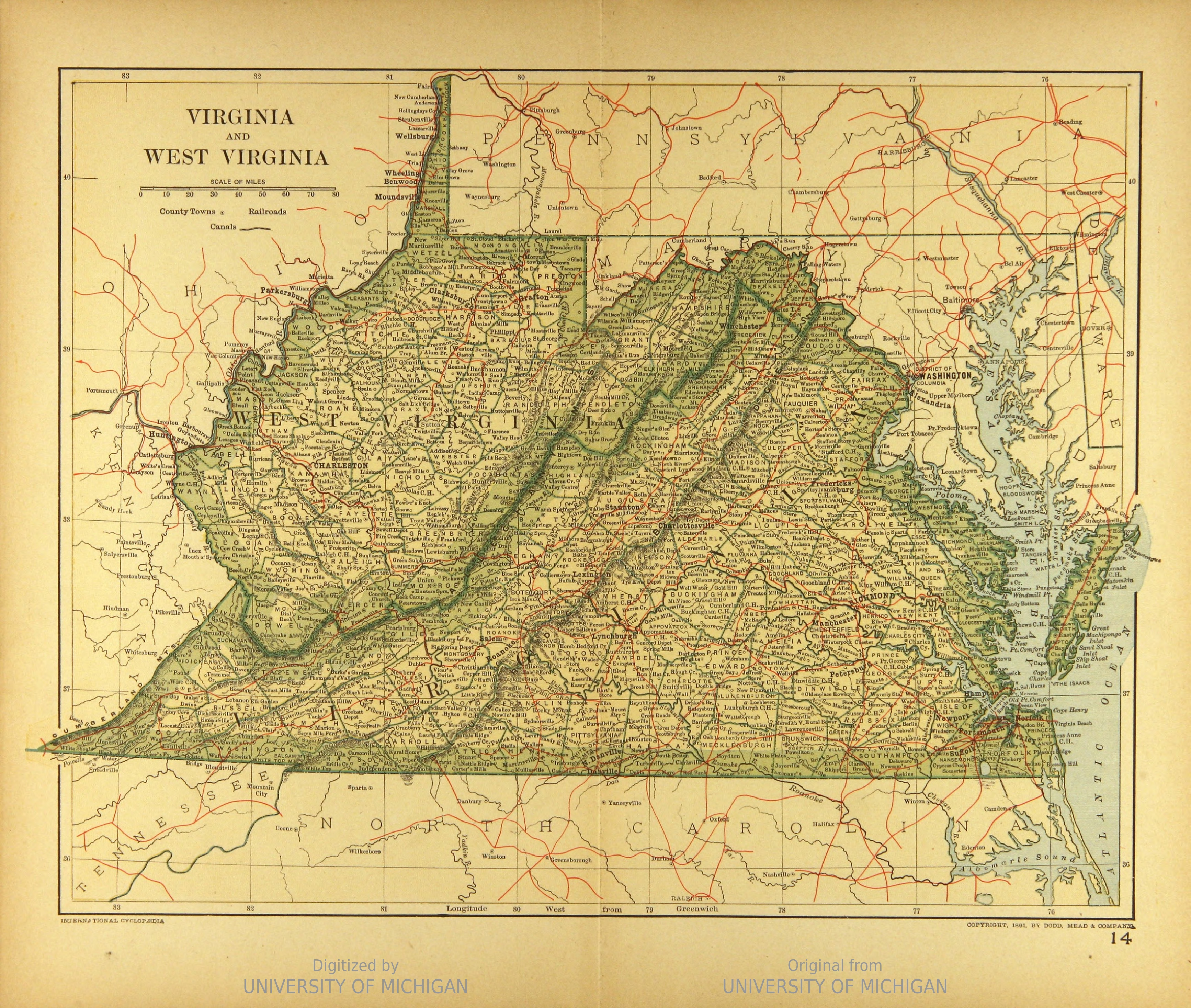
Карта Вирджинии и Западной Вирджинии 1894 года

Письменная история штата Виргиния (также Вирджи́ния) начинается в XVI веке, когда испанцы впервые обнаружили эту территорию, населённую алгонкинскими, ирокезскими и Сиу индейскими племенами. В 1607 году был основан Джеймстаун, первое постоянное английское поселение в Северной Америке. Условия жизни в колонии оказались настолько тяжёлыми, что поселенцы покинули город в 1610 году, но вскоре вернулись обратно. Вскоре удалось наладить выращивание табака, который производился в основном на больших плантациях с использованием рабского труда. Первое время допускалось освобождение рабов, но после 1662 года они превратились в наследственную социальную группу. Весь XVII век вирджинцам приходилось вести войны с индейскими племенами, но после 1700 года столкновения случались только на западной границе. Самые крупные конфликты с индейцами произошли в ходе войны с Францией (1754—1763).
Колония Вирджиния со временем стала самой развитой и самой населённой колонией среди всех Тринадцати колоний, и с самого начала имела собственную выборную Генеральную ассамблею (Палату Бюргеров). Колонией управляли в основном богатые плантаторы, а основной конфессией была Англиканская церковь. В середине XVIII века колонию затронуло так называемое Великое пробуждение, и были основаны приходы баптистов и методистов. В 1776 году Вирджиния вместе с другими колониями объявила о своей независимости и был образован Штат Вирджиния. В 1792 году от неё отделилась западная часть, где был сформирован штат Кентукки. Из первых пяти президентов США четверо были вирджинцами: Вашингтон, Джефферсон, Мэдисон и Монро.
В первой половине XIX века цены на табак упали, и фермеры отказались от него, перейдя на пшеницу и скотоводство. В 1830 году и 1850 году были приняты новые Конституции Вирджинии, которые расширили избирательное право. Население постепенно росло, и с 700 000 в 1790 году доросло до 1 миллиона в 1830 году и до 1,2 миллионов к 1861 году. Когда началась Гражданская война, Вирджиния стала крупнейшим штатом в Конфедерации, и большинство сражений войны прошли на её территории. В 1863 году западная часть штата отделилась и образовала отдельный штат Западная Вирджиния. После войны началась эпоха реконструкции, когда Вирджиния находилась под военной оккупацией и относилась к Первому военному дистрикту. К концу века экономика начала восстанавливаться: выросло производство табака, развилась сигаретная индустрия, появились новые шахты. К 1883 году к власти в штате вернулись демократы, при которых были приняты дискриминационные Законы Джима Кроу. К 1902 году гражданских прав были лишены афроамериканцы, и такое состояние продержалось до начала борьбы за гражданские права в 1960-х годах.

## Доколониальная эпоха

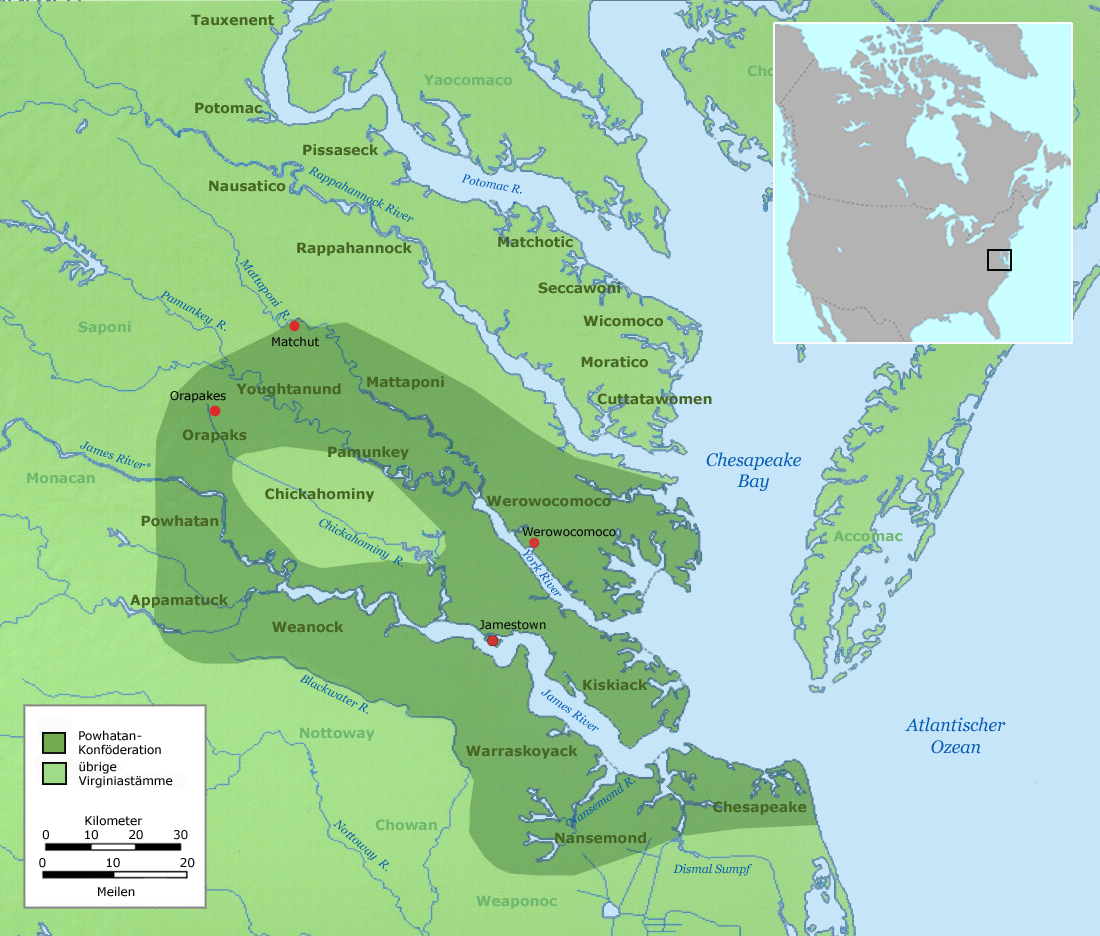
Алгонкинские племена Вирджинии.

Первые люди появились на территории Вирджинии в Палеоиндейский период (16000—-8000 до н. э.), в самом конце последнего Ледникового периода (в Плейстоцене), когда климат становился теплее и мегафауна уже вымирала. Это были охотники и собиратели, которые использовали каменные орудия труда, известные нам по находкам на стоянке Кактус-Хилл в округе Сассекс. Они датированы 16-м тысячелетием, и явно предшествовали Кловисской культуре. Северная Вирджиния в те годы была покрыта холодными степями и сосновыми лесами, а на юге уже росли лиственные деревья. Люди селились в основном большими лагерями, с разбросанными вокруг более мелкими стоянками. Самой крупной стоянкой того времени в Вирджинии считается стоянка Сандербёрд, входящая сейчас в Археологический район Сандербёрд в долине Шенандоа. В то время уровень океана был ниже, Чесапикский залив был обычной рекой, и только в конце эпохи климат потеплел, уровень океана поднялся и затопил всю прибрежную полосу вместе со следами пребывания человека. 
С 8000 до 1200 года до н.э. длился Архаический период, который принято делить на три фазы. В Раннем архаическом периоде (8000 - 6000) Вирджинию уже населяли предки современных вирджинских индейцев, а природа и ландшафт соответствовали современным. На территории Вирджинии человек жил в двух основных кластерах: в верхней части долины Шенандоа (по линии шоссе I-81) и около Ричмонда, остальные регионы были почти необитаемы. В эту эпоху люди жили уже более крупными сообществами, но их мобильность снизилась, и они кочевали лишь по некой ограниченной территории. Крупнейшей стоянкой эпохи ранней и средней архаики считается Пещера Дугерти в округе Расселл. В Среднем архаическом периоде (6000-2500) были изобретены копьеметалки и топоры. С 2500 по 1200 год длился Поздний архаический период. К этому времени Вирджинию населяли уже десятки тысяч человек. Люди стали активнее заселять горы на западе штата, где ими был обнаружен Талькохлорит, пригодный для производства каменной посуды. К этому же времени археологи относят одомашнивание собаки.
Около 1200 года до н. э. начался Вудлендский период, когда человек научился изготавливать керамику (вероятно под влиянием соседей с территории Джорджии, где керамика была известна с 2500 года до н. э.). В это же время появляются первые круглые дома из древесной коры. В Поздний Вудлендский период (900—1650) индейцы научились выращивать кукурузу, появились крупные поселения, иногда укреплённые. Лук и стрелы были изобретены в Средний Вудлендский период, но массово распространились только в Позднем. В эпоху Среднего Вудленда, примерно 2000 лет назад, в Америку из Мексики была завезена кукуруза, которая быстро стала доминирующим видом зерновых. Да этого времени индейцы Вирджинии почти не отличались друга от друга, но в Среднем и Позднем Вудленде у них появляются региональные особенности. В Вирджинии уже существовали тысячи поселений размером в сотни, если не тысячи жителей. Формы посуда стали разнообразнее, появились предметы культового назначения из камня или меди. Около 1000 года в Вирджинии появились бобы, а из Мексики был завезён табак.

## Британская колонизация

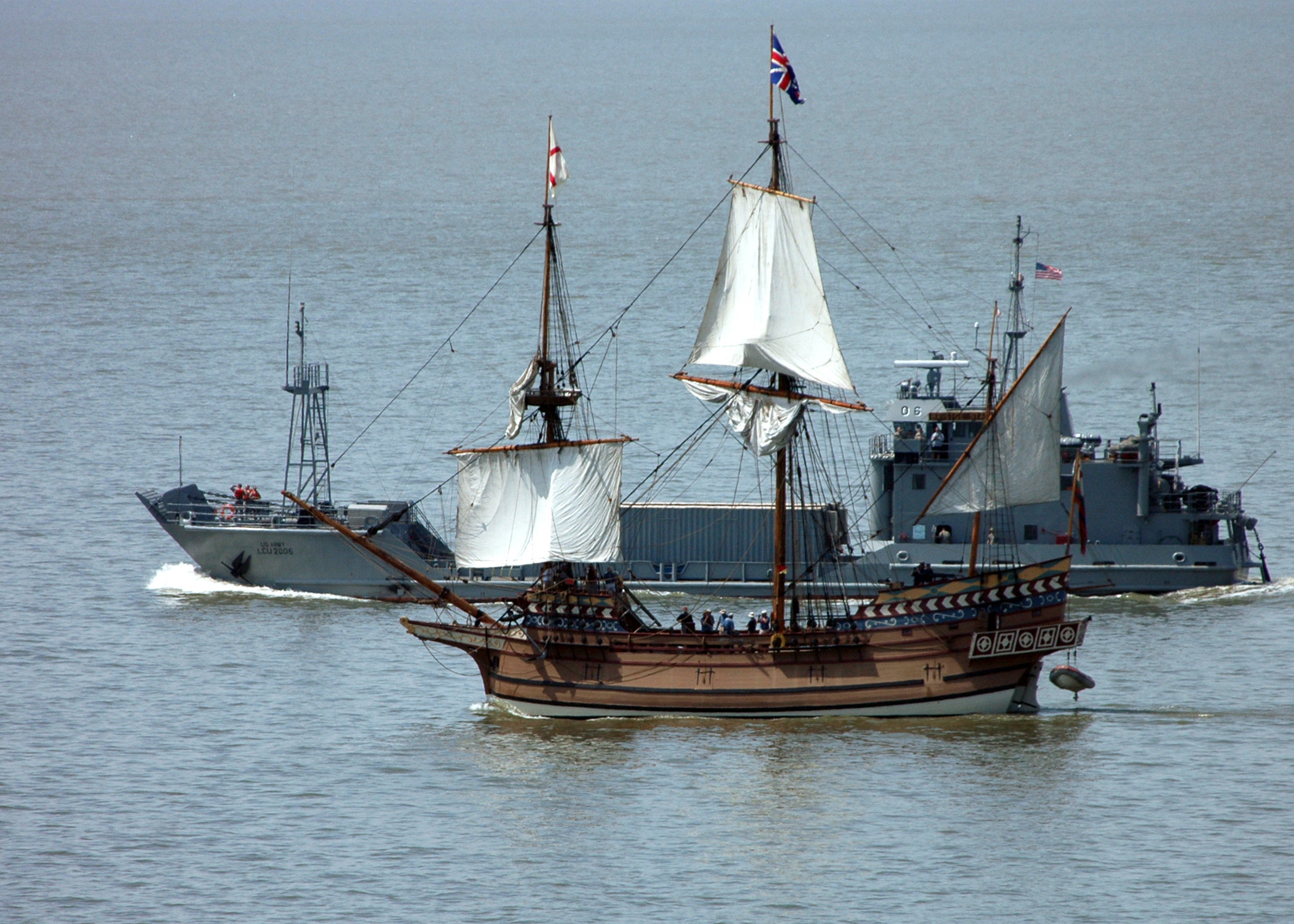
Реконструкция корабля Susan Constant

В конце XVI века под влиянием слухов об испанских открытиях в Новом Свете англичане тоже решили принять участие в колонизации континента. В 1584 году экспедиция сэра Уолтера Рэли достигла берегов современной Северной Каролины, и передала королеве Елизавете первые сведения об этой земле. Королева велела назвать эту землю Вирджинией. В 1585 и 1587 годах он пытался основать колонию на острове Роанок, но все попытки провалились. На 20 лет об Америке забыли, и только в первые годы XVII века было принято решение повторить попытки. Опыт Рэли показал, что колонизация требует больших расходов, поэтому на это раз была основана Лондонская компания, которую учредили Томас Гейтс, Джордж Сомерс, преп. Ричард Хэкльют, капитан Эдвард Мария Уингфилд и другие. Им было поручено основать колонию на пространстве от юга современной Северной Каролины до реки Гудзон. С востока на запад границы были определены как «от моря до моря», то есть, от Атлантики до Тихого Океана.
10 апреля 1606 года король Яков I подписал Первую хартию Вирджинии, согласно которой колония управлялась советом из 13-ти членов, назначаемых королём, в Лондоне, и ещё одной комиссией в 15-ти членов, находящейся в Новом Свете. Колония освобождалась от военной повинности, в ней устанавливалась Англиканская церковь, ей было велено как можно быстрее найти выход к Южному морю (Тихому океану), и всем колонистам и их потомкам были дарованы все права и свободы граждан Англии.
19 декабря 1606 года из порта Блэкуолл вышел флот из трёх кораблей, Susan Constant (100 тонн), Godspeed (40 тонн), и Discovery (20 тонн), на которых находились около 100 колонистов. Экспедиция находилась под общим командованием капитана Кристофера Ньюпорта. Корабли шли обходным путём через Канарские острова, и после четырёх месяцев плавания, 26 апреля 1607 года, сошли на землю у современного мыса Кейп-Генри. Оттуда корабли вошли в устье реки, которая была названа рекой Джеймса. 13 мая было найдено место для поселения на небольшом полуострове, где имелась плодородная земля, а вода достаточно глубока для швартовки кораблей, и 23 мая колонисты высадились на этом месте. В честь короля поселению было присвоено название Джеймстаун. Ньюпорт поднялся вверх по реке Джеймс, но добрался только до порогов около современного Ричмонда. Между тем индейцы начали нападать на поселение и пришлось построить деревянный треугольный форт; он был достроен к концу июня.
Когда форт был достроен, Ньюпорт с кораблями вернулся в Англию, оставив в колонии примерно 100 человек, которые в непривычном жарком климате стали болеть, и к сентябрю от болезней вымерла почти половина поселения. Среди умерших был и Бартоломью Госнольд, скончавшийся 22 августа. Меж тем Ньюпорт вернулся в Англию, но привезённые им образцы породы не содержали в себе золота. Несмотря на это, он смог собрать ещё один флот с припасами для колонии. Это было замечено испанским послом, который написал в Испанию, что эта затея с колонизацией может быть опасна. Ньюпорт вернулся в колонию только в конце 1607 года. В это время погода стала прохладнее, рыбы стало больше, а колонистам удалось купить у индейцев некоторое количество кукурузы. Капитан Джон Смит отправился изучить окрестности реки Чикахомини, но был взят в плен индейцами и доставлен в их поселение Веровокомоко. Его собирались казнить, но за Смита вступилась Покахонтас, дочь вождя. Смит вернулся в Джеймстаун, где был сразу арестован по обвинению в гибели экспедиции. Его снова могли казнить, но его спасло появление кораблей Ньюпорта.

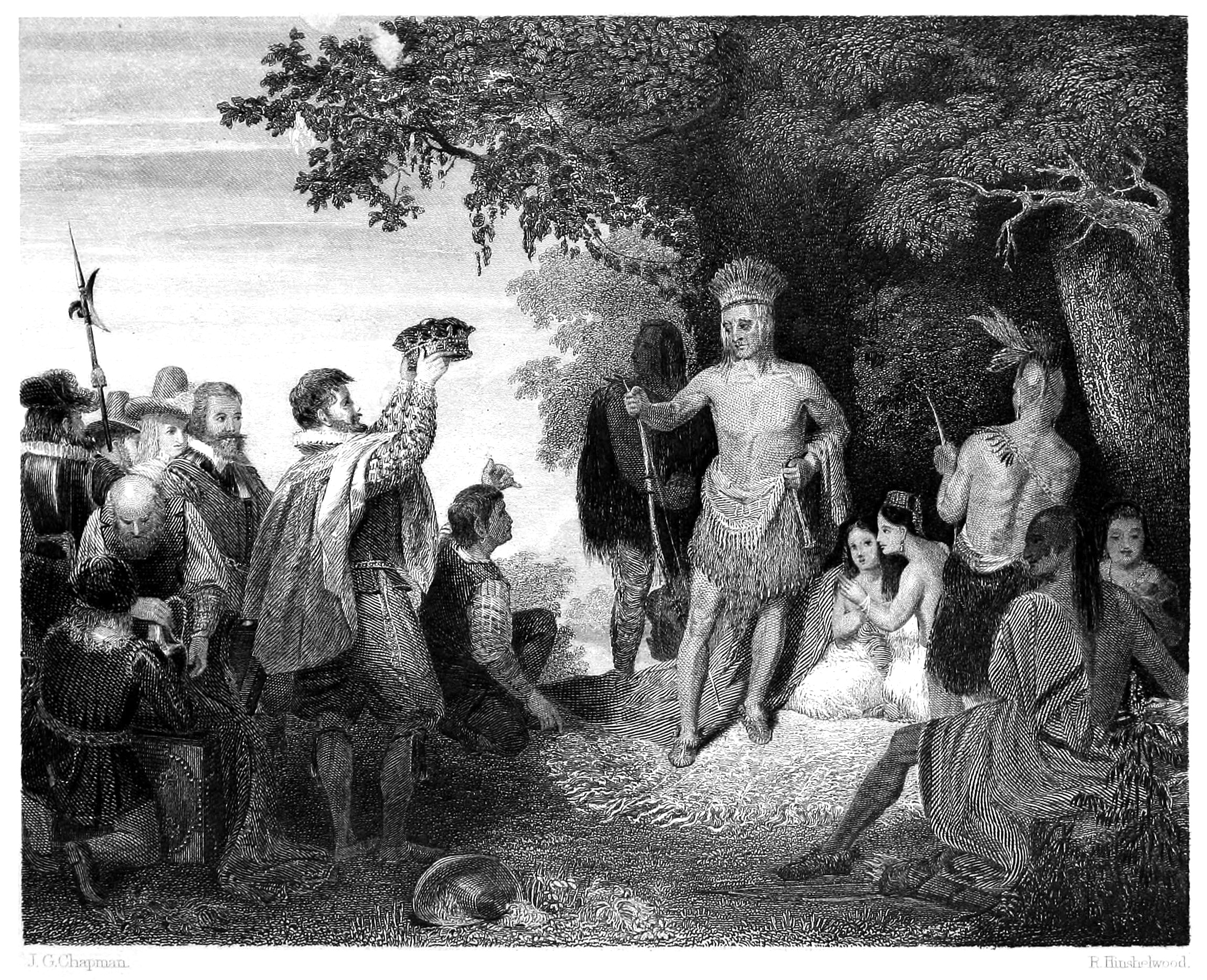
Смит вручает корону Поухатану. (гравюра 1842 года.)

Ньюпорт прибыл 14 декабря, выгрузил на берег все запасы продовольствия, а уже через три дня случился пожар, который уничтожил все постройки и все склады. В феврале Ньюпорт исследовал реку Йорк, собрал образцы грунта и в апреле 1608 года вернулся в Англию. В его отсутствие капитан Смит восстановил укрепления форта, церковь и склады Джеймстауна. В июне-июле Смит исследовал побережье на север до Чесапикского залива, создал карту побережья, нашёл реку Потомак и поднялся по ней вверх на некоторое расстояние. В конце августа он снова посетил Потомак. а по возвращении был избран президентом колонии. 1 октября 1608 года Ньюпорт вернулся с новой группой колонистов, подарками для Покахонтас, и с новыми инструкциями: найти хотя бы путь к Южным Морям или выявить судьбу исчезнувшей колонии Роанок. Зимой Смит снова посетил индейские поселения, сумев выменять у индейцев некоторое количество зерна. Одновременно он пытался организовать собственное производство зерна, но этому мешала нехватка пахотной земли около поселения. В это время (1609) в Лондоне по инициативе Эдвина Сэндиса была издана Вторая вирджинская хартия, которая превратила колонию в полную собственность Вирджинской компании, освободила колонию от налогов и гарантировала колонистам все права англичан. Главой колонии стал губернатор, выбираемый компанией в Лондоне: первым губернатором Вирджинии стал Томас Уэст.

### Реформа Сэндиса
Хартия 1609 года дала губернатору практически диктаторские права, но не повысила привлекательности колонии. Переселенцы с большей охотой отправлялись на Карибы или Бермудские острова, чем в Вирджинию. Это заставило Вирджинскую кампанию в 1618 году снова изменить свою политику: Эдвин Сэндис провёл несколько реформ (изложенных в документе, известном как «Великая Хартия») с целью повысить темпы миграции. Он стал выдавать патенты на землю и изменил структуру управления: он решил создать выборную ассамблею. Но и эти меры не смогли полностью решить проблему нехватки рабочих рук, и из 8000 мигрантов к 1624 году уцелели только 1300. В 1619 году в колонию пришёл голландский корабль, который доставил несколько рабов-африканцев. С этого момента на табачных плантациях начал применяться рабский труд, который вскоре стал основой экономики колонии.
30 июля 1619 года новый губернатор, Джордж Ердли впервые собрал 22 делегата на собрание в церкви Джеймстауна. Это собрание стало первым выборным органом в Новом Свете. В колонии пытались производить шёлк и выплавлять железо, но эти эксперименты не удались. Поселенцы сосредоточились на производстве табака, что снова сделало их зависимыми от торговли с индейцами, что иногда приводило к злоупотреблениям торговцев. По протесту индейцев ассамблея в 1619 году ввела лицензирование торговли, но и это не снизило напряжения. 22 марта 1622 года индейцы напали на колонию и убили 347 человек, почти треть всех поселенцев (событие, известное как «Джеймстаунская резня»). Были захвачены все английские поселения кроме Джеймстауна. В ответ губернатор Уиатт провёл серию рейдов, уничтожая индейские поселения. Эта Вторая англо-поухатанская война длилась до 1632 года, когда зависимость от индейского зерна заставила колонистов заключить мирное соглашение. Между тем ещё в 1624 году король Яков I отозвал хартию Вирджинской компании, а в мае 1625 года король Карл I объявил Вирджинию коронной колонией.

## Коронная Колония

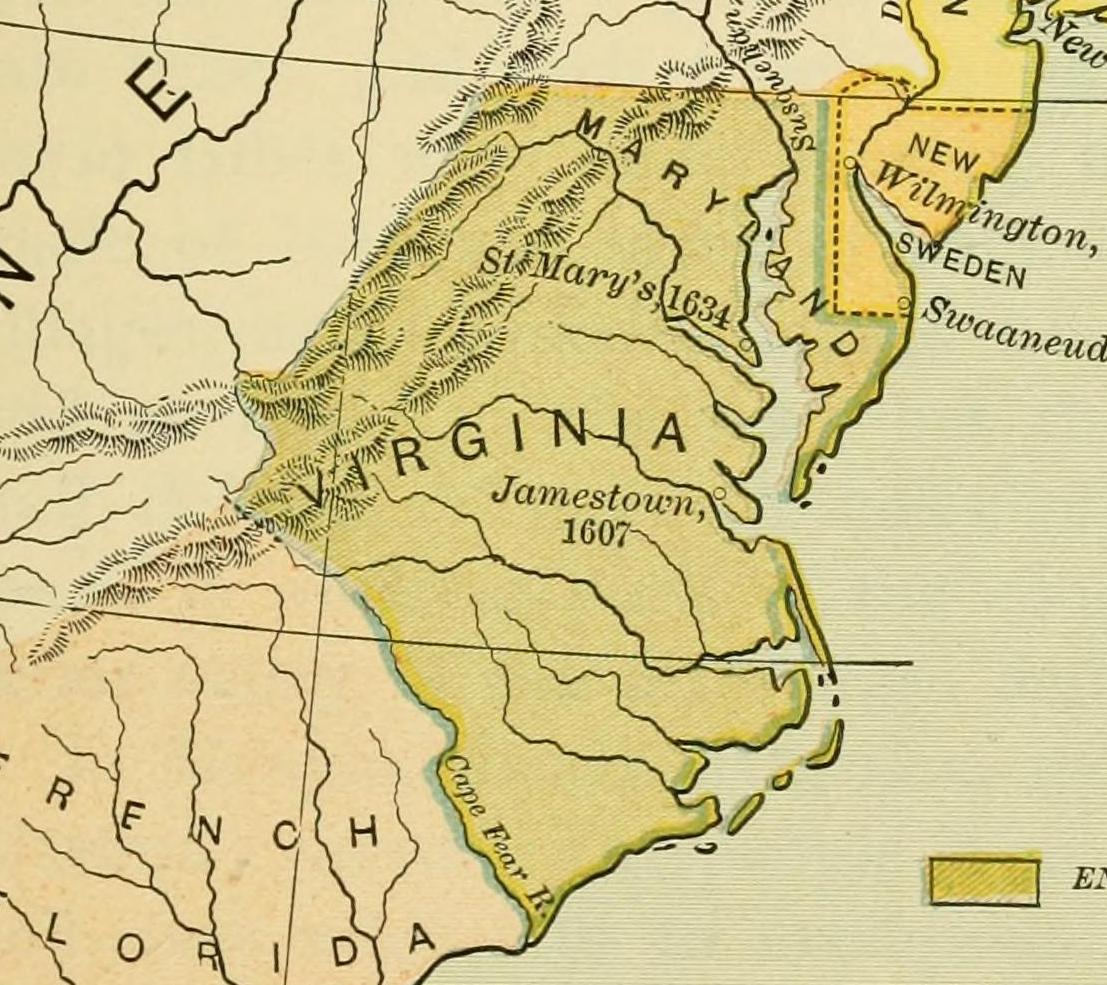
Колония Вирджиния в 1640 году (на карте 1901 года.)

Губернатор Уэст покинул пост в марте 1629 года, и его место временно занял Джон Потт. В 1630 на место губернатора был прислан Джон Харви, который сильно зависел от отношения короля и старался служить в его интересах более, чем в интересах колонистов, что сразу восстановило вирджинцев против него. Он ещё больше восстановил против себя колонию, когда объявил губернаторскому Совету, что считает функции совета только совещательными, и что губернаторские постановления не требуют утверждения Советом. Обе стороны конфликта направили жалобы королю, который посоветовал им примириться.
В это время в колонию прибыл Джордж Калверт (лорд Балтимор), католик, который искал место для колонии английских католиков. В момент прибытия губернатором ещё был Потт, который неприязненно отнёсся к тому, что рядом с Вирджинией появится католическая колония. Вирджинцы заставили Балтимора покинуть Вирджинию и даже заслали Уильяма Клейберна в Англию, чтобы тот помешал Балтимору добиваться разрешения на колонизацию нового света. Лорд скоро умер, но его сын Сесил в 1632 году получил грант на необитаемые земли к северу от реки Потомак. Вирджинцы утверждали, что это противоречит выданной им хартии (хотя она была отозвана в 1624 году), и возмущались тем, что их лишают монополии на производство табака. Леонард Калверт, представитель нового лорда Балтимора, прибыл в колонию в феврале 1634 года, и губернатор Харви, следуя воле короля, оказал ему некоторую помощь и даже подарил несколько коров. И это ещё больше испортило отношения губернатора с колонистами.
Особо недовольным был Уильям Клейберн, который владел землёй на острове Кент в Чесапикском заливе, и теперь оказался в границах гранта, выданного Балтимору. Отчасти из религиозных соображений, Клейберн отказался признать власть Балтимора, и утверждал, что столицей колонии является Джеймстаун, а не основанный лордом город Сен-Мэри-Сити. Это привело к долговременному вооружённому конфликту Клейберна с новой колонией (Мэрилендом).
В 1634 году недовольство правлением Харви достигло такой степени, что Совет силой отстранил его и заставил вернуться в Англию. В декабре 1635 года спор Харви с Советом рассматривался в Лондоне Тайным советом, и в итоге в январе 1637 года Харви вернулся в колонию. Его враги в Англии продолжили борьбу за его смещение, и только к 1642 году добились того, что в Вирджинию был прислан новый губернатор, Уильям Беркли.

### Вирджиния в годы английской революции

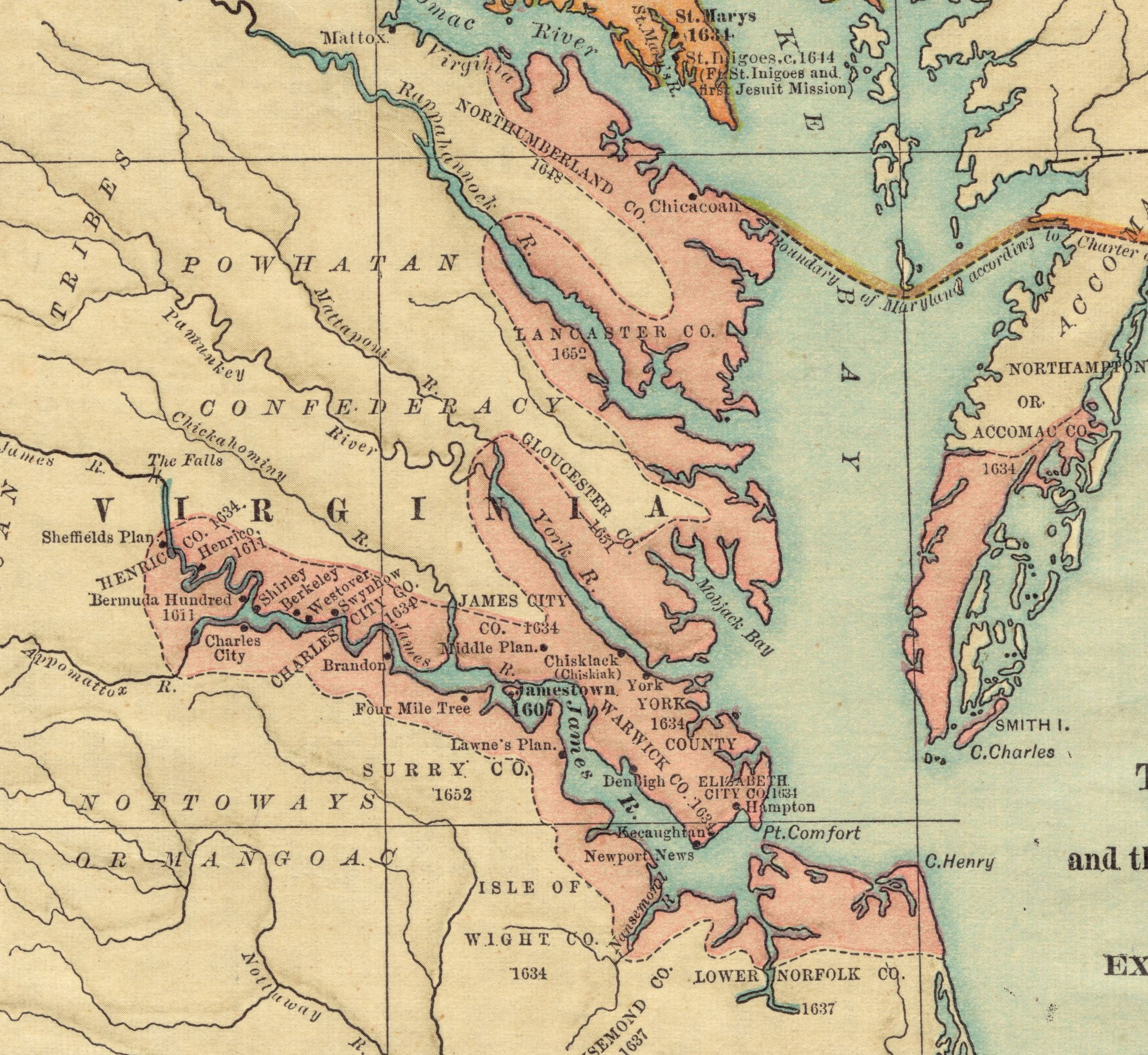
Вирджиния в 1660 году.

Прибыл в колонию, Беркли сразу наладил отношения с Ассамблеей, а та даже ввела небольшой налог в его пользу. При нём в 1644 году индейцы снова напали, но уже не на Джеймстаун, где было уже много жителей, а на пограничные плантации на реке Поухатан. Беркли лично повёл экспедицию против племени нонсемонд и принудил индейцев к миру. Вождь Опечакану был взят в плен во время этого похода. Его преемник обязался платить ежегодную дань бобровыми шкурами, а также по договору 1646 года уступил колонистам всю землю между реками Йорк и Джеймс, от порогов до берега моря. Этим договором завершилась так называемая третья англо-поухатанская война.
Беркли не стремился вернуться в Англию отчасти потому что там началась война между королём и парламентом. Вирджиния осталась на стороне короля, и в 1642 году было постановлено изгонять из колонии всех, кто плохо говорил о короле и королеве. Когда в 1649 года король был казнён, Вирджиния осудила действия парламента и постановила арестовать всякого, кто оспаривает права наследника Карла II. Главным сторонником короля в колонии был Беркли, но вскоре его позиции усилились из-за прибытия большого количества беженцев-лоялистов. Даже когда Кромвель подавил всю оппозицию в Англии, в Вирджинии не нашлось сторонников парламента. Английская республика попыталась ввести морскую блокаду Вирджинии, но не смогла, и тогда был отправлен отряд для переговоров с колонией. Вирджиния подготовилась к обороне, поэтому представители республики не стали применять силу, а заключили договор: они гарантировали колонии свободу торговли, обязались не вводить налогов, и дали Ассамблее право выбирать губернатора. В 1652 году губернатором стал пуританин Ричард Беннетт, но уже в 1655 году вирджинцы снова избрали губернатором Беркли.
После реставрации Стюартов в мае 1660 года король Карл II подтвердил назначение Беркли. Вскоре началась Вторая англо-голландская война; в июне 1667 года голландский флот прорвался в реку Джеймс, сжёг несколько кораблей и захватил в плен остальные. В 1672 году голландский флот появился снова, но на этот раз не смог добиться успеха.
В те же годы английское правительство, обеспокоенное тем, что иностранные торговцы зарабатывают на вирджинском табаке, ввело ограничительные законы. Ещё Кромвель ввёл Навигационный акт, запрещающий вывозить табак любым кораблям, кроме английских, а новое правительство издало ещё один акт, более строгий, в 1660 году. Вирджинцам он был невыгоден, потому что цена табака в Англии была низкой, а пошлины высокими. В Голландии и цены были выше, и пошлины ниже. В Голландии можно было заработать 3 пенса с фунта, а в Англии только полпенса. Беркли опасался, что эти законы могут привести к восстанию, или как минимум к проблемам в случае войны с Голландией. Кроме того, ещё в годы гражданской войны король даровал двум дворянам, лорду Калпеперу и графу Арлингтону грант за Северный перешеек (землю между рекой Раппаханок и Потомак), что тоже вызывало протесты вирджинцев.

### Восстание Бэкона

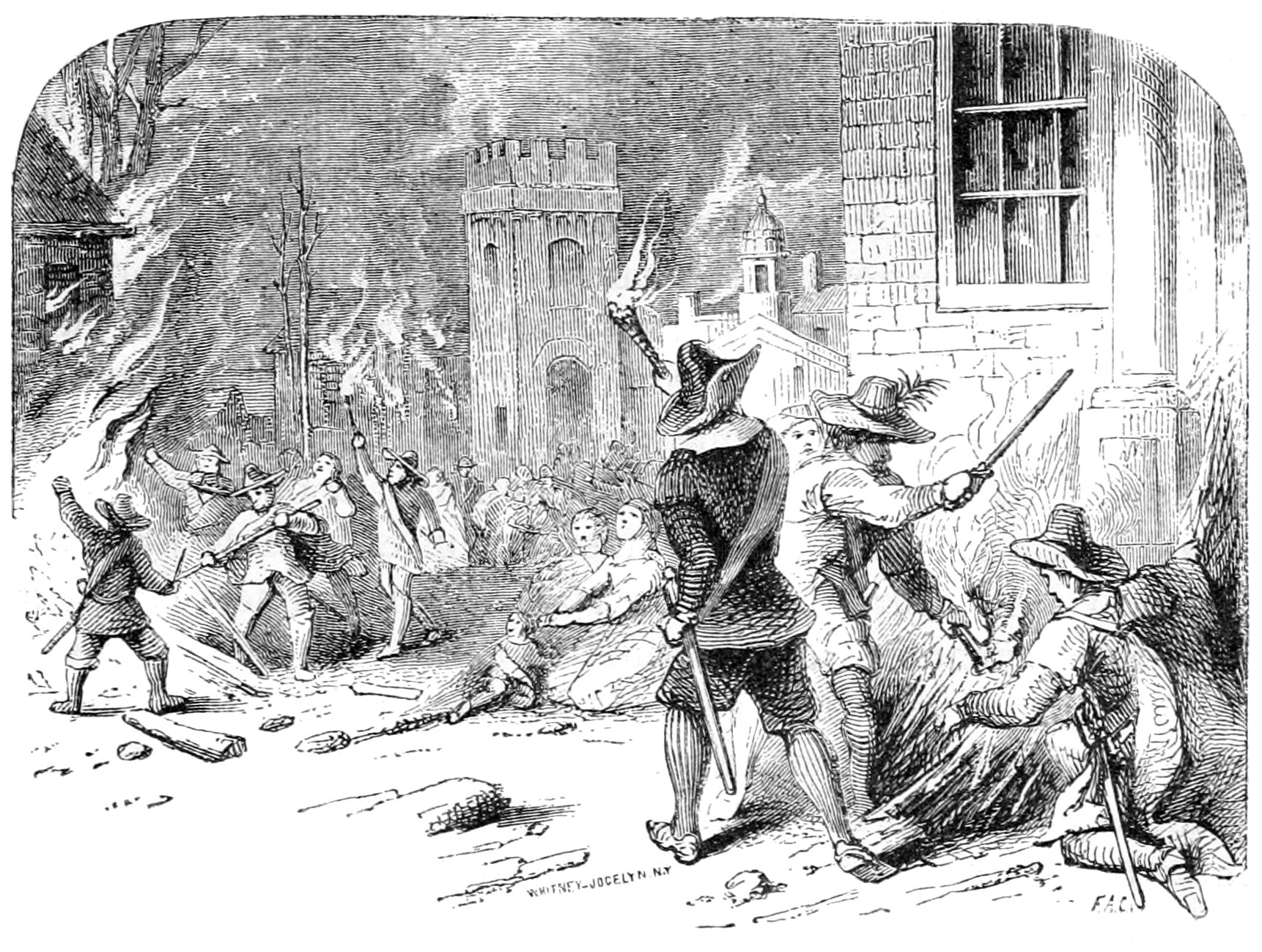
Сожжение Джеймстауна

В начале 1675 года участились набеги индейцев саскуэханнок. Жители пограничья требовали от губернатора решительных действий, но он не хотел начинать серьёзную войну и ограничился строительством укреплений. В апреле 1676 года у недовольных появился лидер, Натаниель Бэкон, который начал войну с индейцами и требовал от губернатора официального назначения. Беркли объявил его мятежников и провёл выборы в Ассамблею, но Бэкон стал знаменит и добился своего избрания в Ассамблею. Беркли арестовал Бэкона, затем отпустил, но Бэкон собрал сторонников и изгнал Беркли из Джеймстауна. Когда Бэкон отправился на войну с индейцами, Беркли вернулся и занял Джеймстаун. Бэкон собрал сторонников, отбил город, изгнал Беркли и полностью сжёг Джеймстаун. 26 октября он неожиданно умер. После гибели вождя восстание постепенно угасло, а Беркли приступил к поимке и казни своих противников. По приказу короля Беркли вернулся в Англию, где вскоре умер. Король приказал провести следствие по делу восстания, и в результате главным виновником событий был объявлен сам Беркли. Отношения с индейцами удалось наладить, с ними заключили ряд договоров, которые гарантировали им право собственности на землю и позволили эту землю продавать. К концу века индейцы продали почти все свои земли и их самих осталось около 2000 человек. Племена маттапони и поманки живут в Вирджинии до сего дня и всё ещё платят символическую дань, обычно индейками или оленями.

### Вирджиния в годы «Славной революции»

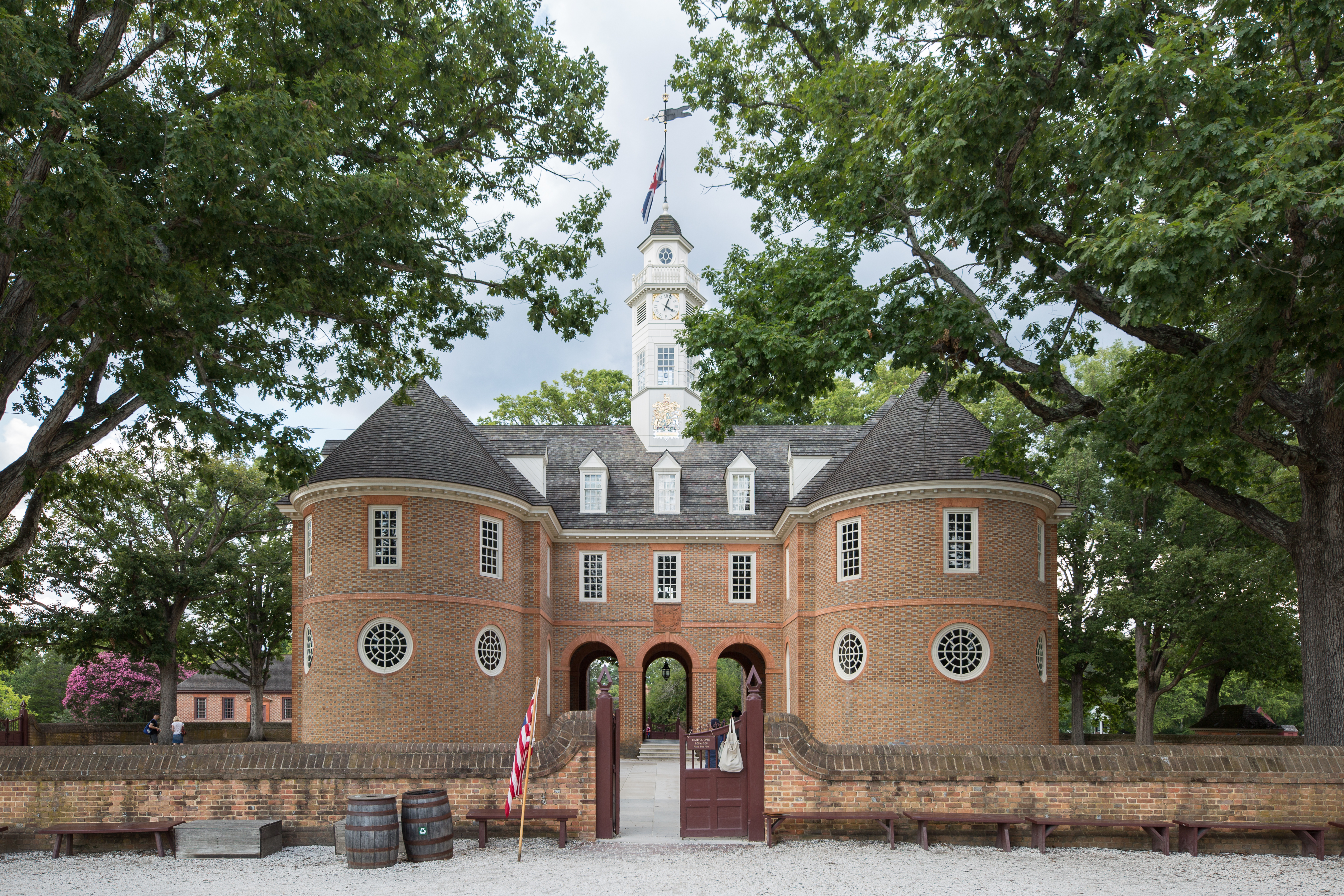
Капитолий в Уильямсберге, построенный в 1705 году (реконструкция).

После отставки Беркли на его место был назначен вице-губернатор Герберт Джеффри, но в колонии доминировали сторонники Беркли, поэтому Джеффри правил лишь номинально и умер в декабре 1678 года. Его место временно занял Сэр Генри Чичели, который исполнял обязанности губернатора до 1680 года, когда в колонию прибыл новый губернатор, лорд Калпепер. Он правил до 1683 года, когда его сменил барон Фрэнсис Ховард. При нём в 1688 году в Англии свергли короля Якова II в ходе Славной революции. Ховард вернулся в Англию, а его место занял капитан Фрэнсис Николсон. Вирджиния переживала экономический подъём: нападения индейцев стали реже, поселения распространились вглубь континента до линии порогов (и стало распространяться за пороги с 1700 года), а во Франции в это время был издан Нантский эдикт, который заставил многих французских протестантов бежать в Америку. 800 или 900 из них поселились в Вирджинии, в основном около городка Мэнекин. В 1693 году усилиями англиканского священника Джеймса Блэра был основан Колледж Вильгельма и Марии.
В 1692 году губернатором Вирджинии стал Эдмунд Андрос, но в 1698 году его отозвали в Англию и губернатором стал Фрэнсис Николсон. При его содействии в 1699 году столица колонии была перенесена из Джеймстауна в поселение Миддл-Плантейшен, которое переименовали в Уильямсберг. Николсон усилил оборонительные укрепления колонии, уделил внимание борьбе с пиратством, и содействовал англиканизму, и всё же по жалобам священников он был отозван из колонии приказом королевы Анны в 1705 году.

### Вирджиния при Спотсвуде

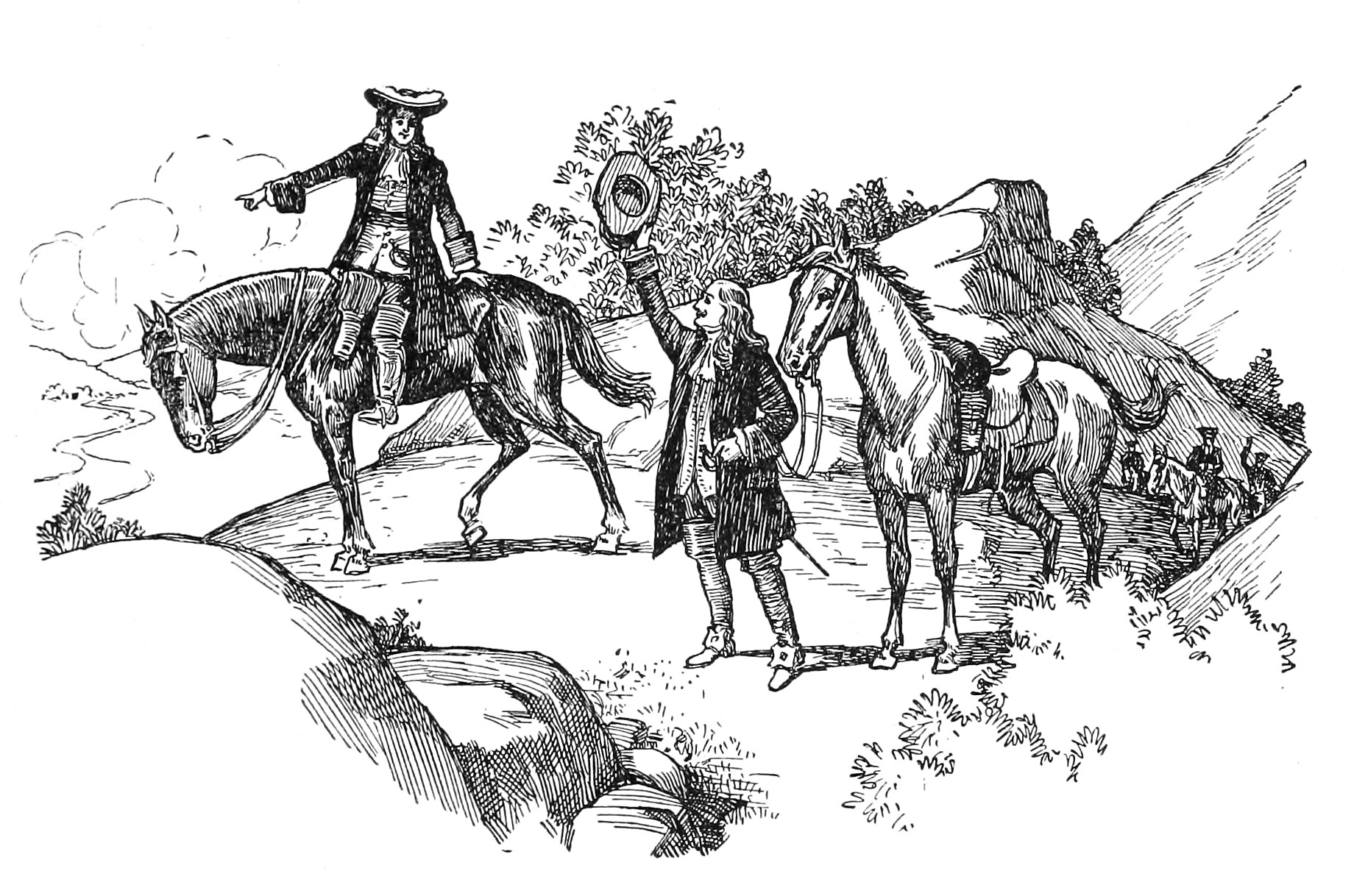
Экспедиция Спотсвуда переходит Голубой Хребет.

В 1710 году вице-губернатором Вирджинии стал Александр Спотсвуд. Он первый начал развивать в колонии выплавку металла, отчего получил прозвище «Вирджинский Тувалкаин». В 1714 году он открыл несколько шахт у реки Рапидан. В это время, в 1711 году, в соседней Северной Каролине началось Восстание Кэри: губернатор Кэри отказался признать нового губернатора Хайда, который попросил Спотсвуда о помощи. Вирджинцам удалось разбить сторонников Кэри, взять его в плен и отправить в Англию. В том же 1711 году в Северной Каролине началась Тускарорская война, но Спотсвуду удалось предотвратить её распространение на Вирджинию.
В 1714 году Спотсвуд заключил договор с индейцами сапони, ноттовей и тускарора. Он рассчитывал поселить их на южной границе колонии, выделить им земли и так получить защиту от набегов с южного направления. На этих территориях он заложил форт Кристанна, который защищал бы индейцев, служил им торговым центром, где была бы школа для индейских детей. Сапони согласились переселиться на выделенные им земли, ноттовей отказались, а тускарора ушли на юг в Каролину. К 1715 году уже 70 детей индейцев обучались в школе форта. В те годы ирокезы несколько раз совершали нападения на вирджинских индейцев, поэтому Споствуду пришлось ехать в Нью-Йорк и добиваться от правительства колонии запрета на подобные акции для ирокезов.
Ещё одну проблему для колонии создавали пираты, которые укрывались среди отмелей у берегов Северной Каролины. В 1717 году Спотсвуд докладывал, что они почти полностью остановили всю вирджинскую торговлю. Правительство Северной Каролины не могло и не хотело ничего предпринимать. В 1718 году Спотсвуд узнал, что знаменитый пират Тич-Чёрная-Борода собирается укрепить остров Окракок и создать там постоянную пиратскую базу. Тогда по приказу губернатора была организована экспедиция на двух шлюпах под командованием Роберта Мейнарда: в бою у острова Окракок Мейнард разбил пиратов, убил самого Тича и отвёз его голову в Уильямсберг. Северокаролинские власти выразили свой протест, но он не имел последствий.
В 1716 году Спотсвуд узнал, что некоторым поселенцам удалось перейти голубой хребет, и организовал экспедицию, известную как «Экспедиция рыцарей золотой подковы»: он собрал отряд в 63 человека, выступил из немецкого поселения Джерманна 29 августа, поднялся вверх по реке Рапидан и перешёл голубой хребет по ущелью Свифт-Гэп, спустившись затем в долину Шенандоа. 6 сентября он перешёл реку Шенандоа, а 10 сентября повернул обратно. Этой экспедицией Спотсвуд старался показать вирджинцам важность продвижения на Запад, чтобы опередить французскую колонизацию.

### «Золотой век» колонии

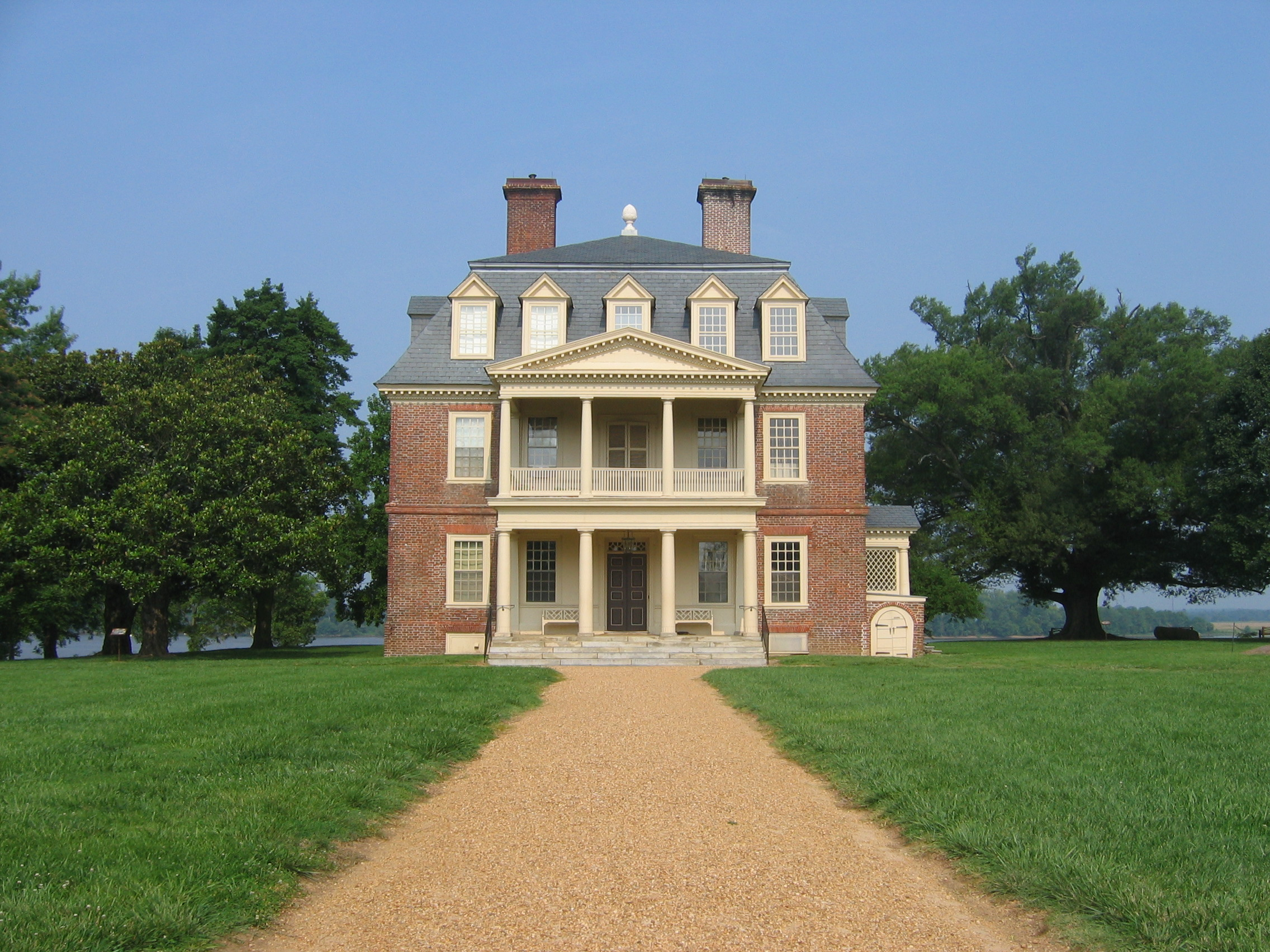
Поместье Ширли, построенное между 1720 и 1740 годами.

Когда Спотсвуд покинул свой пост, экономика колонии была на подъёме, который продлился до самой Американской революции, и этот период иногда называют «Золотым веком» колонии. Впервой половине века американские колонии производили до 100 миллионов фунтов табака, и 70 % этого объёма давала Вирджиния. В эти годы возник спрос на табак во Франции, и Вирджиния получила ещё один рынок. Продажа табака стимулировала развитие портов, и в 1736 году появился третий (после Джеймстауна и Уильямсберга) вирджинский город: Норфолк. Растущая потребность в зерне в Новой Англии повлияла на Вирджинию в 1720-х и 1730-х годах; повлияло и сокращение производства зерновых в Англии в ходе промышленной революции. Производство зерна стало развиваться в Пенсильвании, затем в Мэриленде, а к середине века и в Вирджинии, при этом, хотя 75 % доходов колония получала от экспорта табака, она стала и вторым, после Пенсильвании, производителем зерна. Вирджиния стала самой богатой провинцией британской Америки, но и долги её были огромны. Рост экономики достигался во многом за счёт растущего импорта рабов. Их ввозили по 1000 в год в 1715 году и по 1800 в 1740-е годы, и к середине века общая численность рабов достигла 45 000. Они составили в среднем 30 % населения, а в прибрежных округах до 50 %. В 1720-х и 1730-х численность рабов начала увеличиваться и за счёт естественной рождаемости.
С момента основания колонии англиканство было официальной религией Вирджинии. Протестанты не представляли угрозы, и власти даже поощряли переезд в колонию французских и немецких протестантов. Ситуация изменилась в 1730-х, когда множество ирландских шотландцев и немцев стали расселяться по долине Шенандоа. В некоторых округах они стали большинством населения. В 1740-х года Британию и колонии охватило движение «Великого пробуждения», одним из идеологов которого был проповедник Джордж Йайтфилд. 14 декабря 1739 года он посетил Уильсмсберг, а на следующий год в Вирджинии появилась первая община евангелистов. В 1743 году в колонии появились проповедники пресвитерианства и баптизма. Проповедники-ревайеристы выступали не только против англиканства, но и против существующей социальной системы; они поощряли крещение чернокожих, осуждали танцы, пьянство, азартные игры, скажи и в целом культуру колониального дворянства. С 1750 года колониальные власти начали бороться с этим явлением, ограничивая выдачу лицензий протестантским приходам, а в некоторых случаях англиканцы по личной инициативе выгоняли протестантов и избивали проповедников.  Межконфессиональный конфликт затянулся до начала Американской революции, и лишь в 1786 году власти Вирджинии отменили официальный статус Англиканской церкви.

### Война с французами и индейцами
В конце 1740-х годов в Вирджинии возник интерес к долине реки Огайо; в 1747 году была образована Компания Огайо, которая через губернатора Гуча добыла грант на земли в долине. Одновременно в долину стали проникать французские колонисты. Встревоженный этим, губернатор Роберт Динвидди отправил майора Джорджа Вашингтона со специальной миссией в Огайо: тот встретился с французскими офицерами в форте Ле-Бёф, но те отказались покинуть долину. В 1754 году Динвидди отправил в Огайо небольшой военный отряд, которым снова командовал Вашингтон, но этот отряд был разбит французами в сражении за форт Несессити. Тогда британские власти отправили в колонию два пехотных полка под командованием Эдварда Брэддока. Весной 1755 года началась экспедиция Брэддока к форту Дюкен, которая закончилась разгромом Брэддока в сражении при Мононгахиле. Почти все индейские племена после этого перешли на сторону Франции и начали набеги по всей границе колонии. Вирджиния начала формировать свои войска, но они были плохо обучены и слабо дисциплинированы. Губернатор Динвидди был сторонником наступательных действий, но Ассамбеля предпочитала оборонительные и приступила к строительству фортов на границе. Племена чероки и катоба удалось удержать в союзниках.
В 1757 году премьер-министр Уильям Питт удвоил усилия, и Британия одержала ряд побед. В 1758 году пал форт Дюкен, в 1759 году был взят Квебек, что избавило Вирджинию от возможного нападения французской армии, но не избавило от проблем с индейцами. Даже отношения с чероки к 1759 году стали портиться, а затем начался открытый конфликт, известный как Англо-черокская война. В 1760 году чероки перебили весь гарнизон вирджинского форта Лоудон. Только в 1761 году конфликт удалось загасить. Этим событием фактически завершилась Война с французами и индейцами. В 1763 году был заключён парижский мир, по которому Британия получила все земли от Аппалачей до реки Миссисипи. Французская угроза перестала существовать, и для Вирджинии началась новая эра её истории. Вирджинцам казалось, что они достойно проявили себя в войне: колония на 100 процентов выполнила квоту по рекрутам в 1760 и 1761 годах, на 80 % в 1759 году и на 66 % в 1762 году. В 1763 году внешний долг Вирджинии достиг 120 000 фунтов стерлингов. В то же время Британское правительство считало, что колонисты слабо проявили себя в войне, сражались неохотно, и вели контрабандную торговлю с противником. В 1763 году была издана Королевская декларация, которая запретила селиться к западу от Аппалачей. Вирджинцы, сильно пострадавшие от индейцев, считали, что те не заслуживают прощения и охраны.

## Американская революция

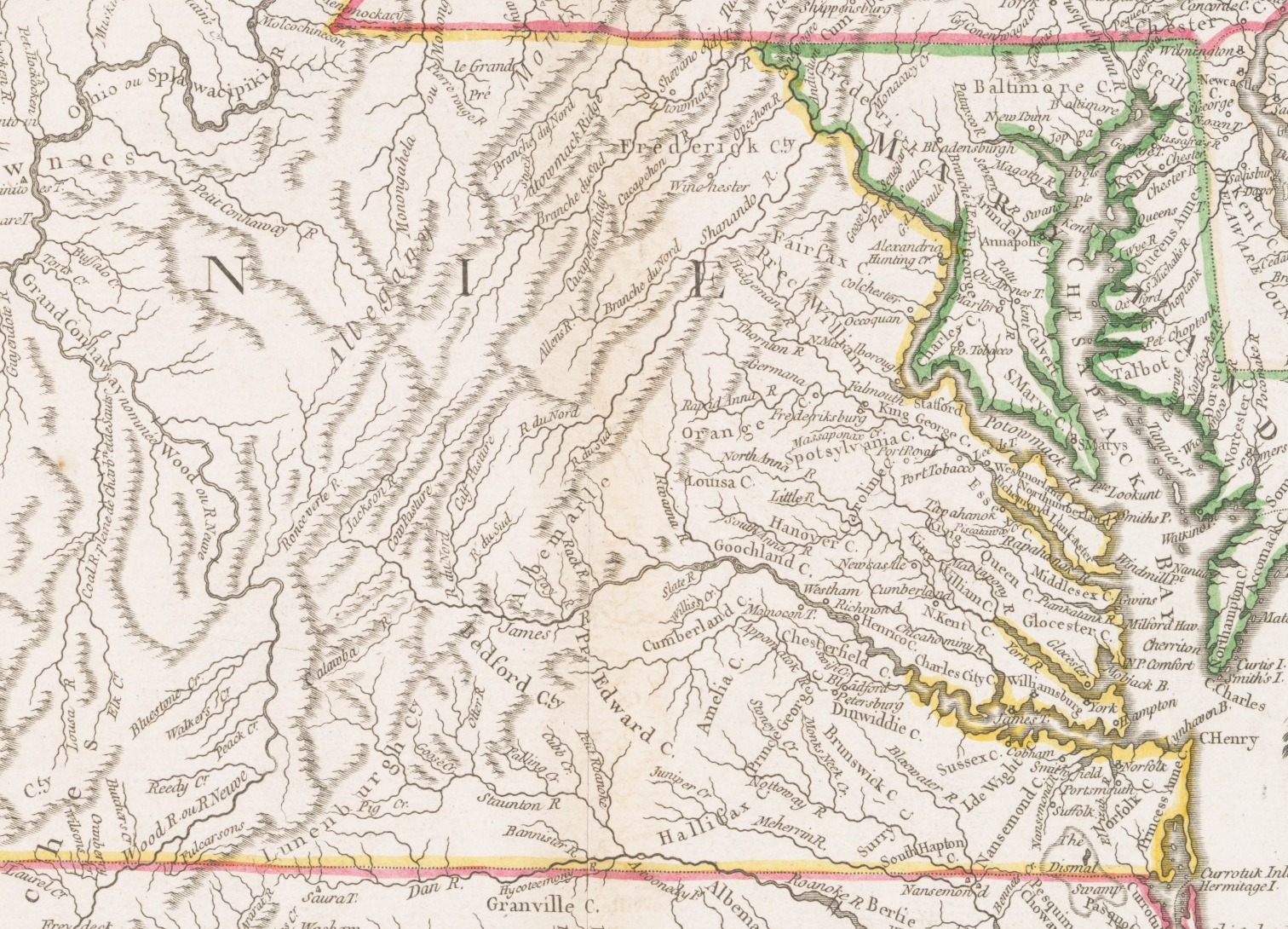
Вирджиния в 1768 году.

Между вирджинской Ассамблеей и британский правительством время от времени возникали трения по вопросу о полномочиях британского парламента. После 1764 года правительство Джорджа Гренвилла издало ряд законов в отношении колоний: закон о сахаре 1764 года и Валютный закон 1764 года, который запрещал колониям печатать собственные бумажные деньги. В том же году стала рассматриваться возможность введения в колониях Гербового сбора с печатной продукции. Эти законы вызвали волнения в колониях, но они почти не касались Вирджинии, которая жила в основном за счёт экспорта табака. По этой причине вирджинская Ассамблея реагировала довольно мягко. Она поручила своему агенту в Лондоне не возражать против закона о сахаре, но препятствовать принятию Гербового акта. Несмотря на это, в феврале 1765 года Гербовый акт был представлен парламенту, принят, и подписан королём 22 марта.
1 мая открылась сессия Ассамблеи, которая первые недели вообще не обсуждала новый закон, а депутаты, вероятно, не знали, как поступить в данной ситуации, но 30 мая депутат Ассамблеи Патрик Генри выступил с речью против Гербового акта и по его инициативе были приняты Вирджинские резолюции, осуждающие этот документ (4 из 6-ти предложенных). Резолюции Генри стали самым известным событием американской революции в Вирджинии, а Генри стал одним из самых известных политиков колонии. Губернатор Фрэнсис Фокир распустил Ассамблею, но о её решениях стало известно в колониях и многие Ассамблеи колоний приняли аналогичные резолюции.
В Вирджинии начались акции протеста против нового закона. В октябре в Нью-Йорке собрался Конгресс Гербового акта, но губернатор Фокир не дал возможности Ассамблее выбрать делегатов на конгресс. Когда 29 октября в колонию прибыл Джордж Мерсер, официальный распределитель гербовых марок, толпа заставила его подать в отставку с этой должности. Начиная с 11 февраля 1766 года все окружные суды объявили акт незаконным, и постановили принимать в рассмотрение документы без гербовых марок. В те годы в Вирджинии почти не работали типографии, поэтому протестное движение не выражалось в статьях и политических памфлетах. Только в 1766 году Ричард Блэнд напечатал памфлет An Inquiry into the Rights of the British Colonies, который стал единственной публикацией такого рода. Только в мае 1766 года пришло сообщение об отмене Гербового акта, которое было встречено в колонии массовыми празднествами.
В 1767 году британское правительство приняло новый пакет законов, вводящих налоговые сборы в американских колониях. Эти законы стали известны как «Законы Таунсенда». Одновременно британская армия была переведена с фронтира в прибрежные города. Новые законы не вызвали такого протеста, как Гербовый акт, но сделали политическую атмосферу более напряжённой. Губернатор Фокир умер в начале 1768 года, при его заместителе Ассамблея составила несколько протестных петиций королю и парламенту, а конце 1768 года в колонию прибыл новый губернатор, лорд Ботетур, которому было поручено привести колонию к повиновению, но он действовал с осторожностью и тактом, стараясь не раздражать колонистов. Весной 1769 года Ассамблея издала ещё несколько резолюций с осуждением британских налоговых законов, и тогда губернатор снова распустил ассамблею. Депутаты собрались в Таверне Роли в Уильямсберге и издали несколько постановлений, в которых объявили о присоединении к бойкоту британских товаров (в частности, постановили не импортировать рабов из-за моря). Однако, лишь немногие торговцы подписали это решение, и даже они регулярно его нарушали, так что бойкот фактически сорвался. В целом Вирджиния довольно мягко отреагировала на Законы Таунсенда, и это объяснялось тем, что в колонии не было британских войск, а королевские чиновники вели себя осторожно и без агрессии.
Британские власти размышляли над созданием отдельной колонии Вандалия за Аллеганскими горами, и под влиянием этих планов в конце 1770 года заключили Лохаберский договор с индейцами чероки, тем самым значительно расширив границы Вирджинии на запад.

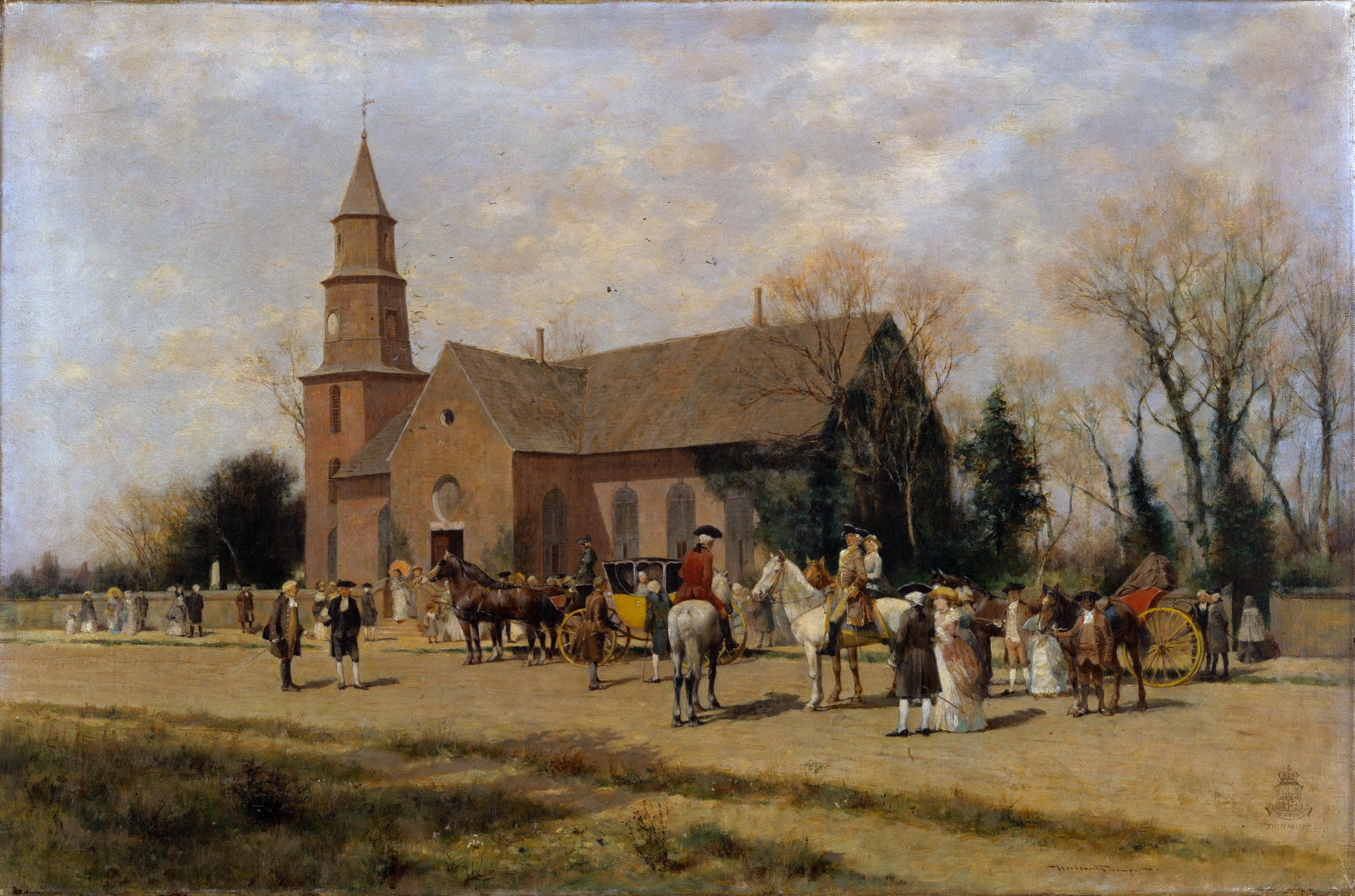
«Братон-Чёрч в годы лорда Данмора».

В 1770 году все введённые парламентом налоги были отменены, кроме налога на чай. В конце года лорд Ботетур умер и был похоронен в Уильямсберге, а на его место в 1771 году прибыл лорд Данмор. Было известно, что он с неохотой принял эту должность, не был сторонником компромиссов, а в это же время в британской экономике начался кризис, который привёл к разорению ряда банков и табачных фирм, поэтому лондонские кредиторы стали требовать от вирджинцев через суды возврата долгов. Вирджиния к тому времени была крупнейшим должником среди колоний, сумма её долга составляла почти половину от всего долга колоний. В 1773 году британский парламент принял закон о чае, который разрешал британской Ост-индской кампании продавать чай напрямую в колонии, что снижало цену чая и делало его более доступным, чем контрабандный чай, даже с уплатой налога. Ожидалось, что ради дешёвого чая колонии откажутся от саботирования чайного налога. В ответ американские активисты решили препятствовать ввозу чай: в Бостоне это привело к уничтожению груза чая, известному, как Бостонское чаепитие. Колонии не одобрили этого покушения на частную собственность, но британский парламент в ответ принял ряд жёстких законом против Массачусетса и закрыл Бостонский порт вплоть до возмещения ущерба.

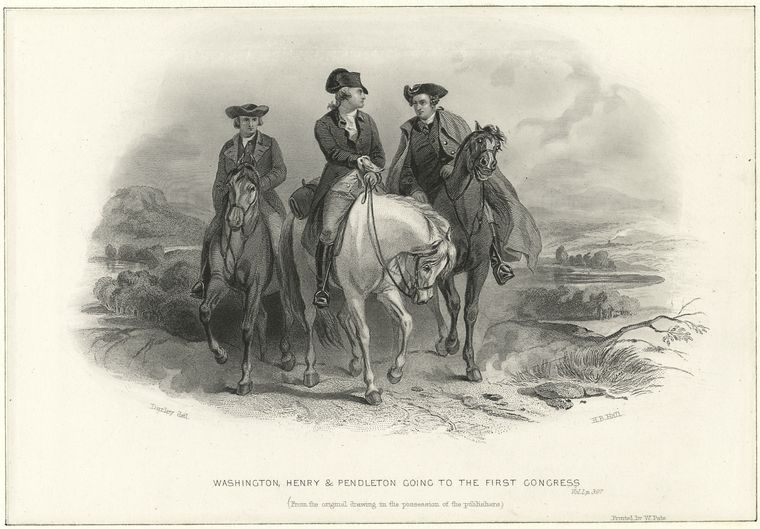
Вашингтон, Генри и Пендлтон едут на конгресс. Гравюра 1886 года

Новости о британских законах были опубликованы в Вирджинии 12 мая 1774 года, но только в конце мая группа депутатов вирджинской ассамблеи (Томас Джефферсон, Ричард Генри Ли, Фрэнсис Лайтфут Ли и Патрик Генри) разработали резолюцию, предлагающую объявить 1 июня, день вступления в силу закона о бостонском порте, днём поста и траура. Ожидалось, что лорд Данмор не станет препятствовать протесту в такой форме. 24 мая резолюция была единогласно принята ассамблеей, и на следующий же день лорд Данмор распустил ассамблею. 1 июня по всей Вирджинии начался пост, а депутаты ассамблеи собрались в церкви Братон-Чёрч на молитву. В августе были выбраны делегаты на провинциальный конвент, который объявил запрет на экспорт товаров в Англию с 1 ноября 1774 и запрет на ввоз британских товаров с 10 августа 1775 года. В это же время в колониях было объявлено о созыве Континентального конгресса для обсуждения ситуации в Массачусетсе, и вирджинский конвент избрал депутатов на этот конгресс: ими стали Ричард Блэнд, Бенжамин Харрисон, Патрик Генри, Ричард Генри Ли, Эдмунд Пендлтон, Пейтон Рэндольф и Джордж Вашингтон. Томас Джефферсон составил для них инструкцию, совпадающую по духу с его будущей декларацией независимости, но не успел вовремя передать её.
В конце года жителей колонии отвлекли нападения индейцев на западные окраины колонии. Лорд данмор предпринял поход в Огайо, известный как Война Данмора, разбил индейцев и заключил с ними новый договор. Это улучшило его репутацию, но не остановило протестные настроения в колонии: в 1775 году провинциальный конвент собирался в марте, июне и декабре, и фактически превратился в законодательный орган колонии. В июле он создал исполнительный орган, Комитет безопасности, который возглавил Эдмунд Пендлтон. Одновременно округа формировали ополчения и к середине 1775 года в наличии имелось уже 24 роты. В марте 1775 года конвент рассмотрел предложение о формировании вирджинских полков и, под влиянием знаменитой речи Патрика Генри («Дайте мне свободу - или смерть!») принял это предложение. В апреле произошли столкновения массачусетского ополчения с англичанами при Лексонгтоне и Конкорде, и почти одновременно, 20 апреля, в Вирджинии произошёл так называемый «Пороховой инцидент». Лорд Данмор приказал вывезти запасы пороха и оружия из Уильямсберга на британский корабль; вирджинские ополченцы двинулись на Уильямсберг, но столкновения удалось избежать, а лорд Данмор бежал на британский корабль. Эти события ускорили формирование полков, и уже к осень были созданы 1-й и 2-й Вирджинские пехотные полки. Данмор призвал чернокожих рабов бежать с плантаций и присоединяться к нему, что вызвало негодование колонии. Данмору в итоге удалось сформировать из беглых рабов пехотный Эфиопский полк в 300 человек.

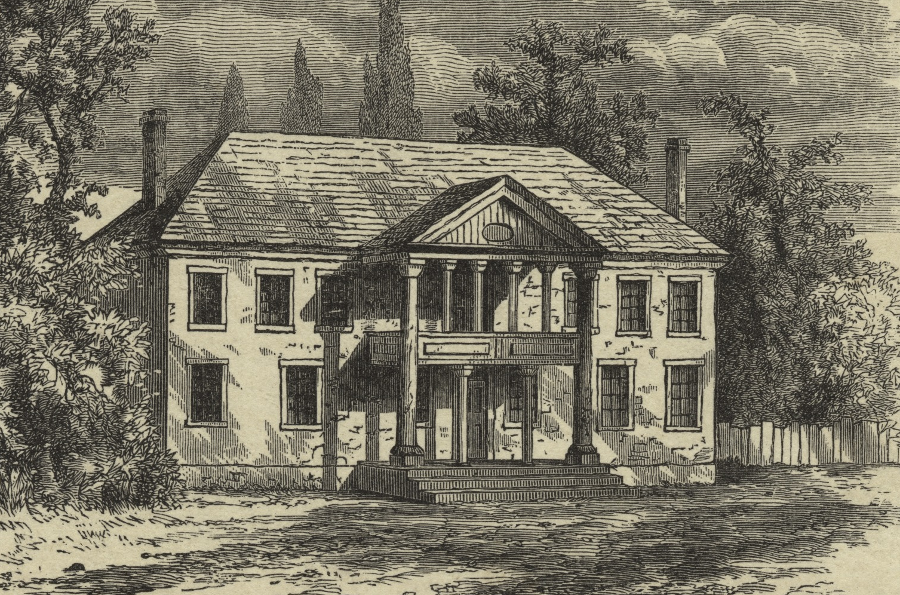
Здание Второго капитолия, в котором собирался Вирджинский конвент. Гравюра 1870 года.

8 декабря Данмор начал рейд из Норфолка силами негритянского полка и части регулярной армии, но его отряд был разбит ополченцами Уильяма Вудфорда в сражении при Грейт-Бридж. Он эвакуировал свой отряд на корабли, и несколько месяцев курсировал вдоль побережья Вирджинии, надеясь получить подкрепления и начать полноценную кампанию, но его силы таяли из-за болезней и в итоге в июле 1776 года он бросил все попытки и отплыл в Нью-Йорк.
Но и теперь Вирджиния не решалась окончательно порвать с Британией. 6 мая 1776 года собрался Пятый Виргинский конвент, который 14 мая приступил к обсуждению возможной независимости. После долгих споров 15 мая конвент принял резолюцию, требующую от вирджинской делегации в Конгрессе поднять этот вопрос, что привело к появлению Резолюции Ли. Текст Декларации независимости составил Томас Джефферсон. 4 июля она была принята. Между тем вирджинский конвент ещё в мае постановил сформировать комитет по разработке конституции и Декларации прав. Декларация была принята 12 июня, а Конституция Вирджинии 29 июня. На следующий же день Патрик Генри был избран первым губернатором Вирджинии. Колония Вирджиния превратилась в независимый штат.

## Война за независимость
В августе 1776 года лорд Дэнмор со всеми своими сторонниками ушёл в Нью-Йорк, и боевые действия в Вирджинии прекратились на три года. К этому времени в Вирджинии уже было набрано 9 пехотных полков, и почти все они были отправлены на север, в армию Вашингтона. В сентябре того года 1-й и 3-й вирджинское полки участвовали в сражении на Гарлемских высотах, а затем в сражении при Уайт-Плейнсе. В декабре 5 вирджинских полков находились с Вашингтоном в Пенсильвании и участвовали в нападении на Трентон. Летом 1777 года Дэниэл Морган возглавил пехотный отряд, известный как Стрелки Моргана, был направлен на усиление армии Гейтса у Саратоги, и принят активное участие в сражении при Саратоге в октябре. В конце года Вирджиния сформировала ещё 6 пехотных полков, и в итоге 15 вирджинских полков зимовали с Вашингтоном в Велли-Фордж. К тому времени мобилизационные возможности штата стали истощаться. В 1777 году Вирджиния выставила лишь половину от требуемой квоты. В последующие годы Вирджиния ставила под ружьё примерно по 3500 человек в год. Вирджинцы всё больше старались уклоняться от воинской службы, поэтому армию приходилось комплектовать выходцами из низов общества.
В 1778 году индейцы стали совершать набеги на вирджинские поселения в Огайо, Кентукки и Иллинойсе. Так как Континентальная армия не имела возможности помочь, вирджинские власти начали действовать самостоятельно и в июле организовали экспедицию под командованием Джорджа Кларка. Кларк захватил Каскаскию и Кахокию в Иллинойсе, а затем захватил Венсеннс, где в плен попал весь британские гарнизон вместе с командиром.
В начале 1780 года вирджинская бригада Вудфорда была отправлена на усиление гарнизона Чарльстона, но в апреле Чарльстон капитулировал. 1300 вирджинцев оказались в плену. Через две недели вирджинский отряд Бьюфорда был разбит драгунами Тарлетона в сражении при Уаксхавсе. Ещё через два месяца американская армия Гейтса была разбита англичанами в сражении при Кэмдене: в этой армии числилось 100 вирджинских регуляров и 700 ополченцев. Британская армия начала наступление на север, но отряд Тарлетона был разбит Морганом в сражении при Каупенсе. В отряде Моргана числилась вирджинская регулярная рота и рота ополчения. Незадолго до этого британцы под командованием Бенедикта Арнольда высадились в Вирджинии и сожгли Ричмонд, куда только что переместилась столица штата. Губернатор Томас Джефферсон и легислатура штата переместились в Шарлоттсвилл, но кавалерия Тарлетона 4 июня 1881 года захватила и этот город. Джефферсону снова удалось бежать. Армия Корнуоллиса вступила в Вирджинию, но не смогла догнать и уничтожить американскую армию маркиза Лафайета. Тогда Корнуоллис отступил к портовому городу Йорктаун.
Это позволило Вашингтону начать Йорктаунскую кампанию: 14 сентября армии Вашингтона и Рошамбо соединились с отрядом Лафайета, затем осадили Йорктаун, а 19 октября 1781 года Корнуоллис капитулировал. На этом война практически завершилась. Французская армия простояла в Вирджинии ещё полгода, а затем вернулась во Францию. Летом 1782 года начались мирные переговоры, а 3 сентября 1783 года был подписан Парижский мир.

## Межвоенный период

### Вирджиния в годы Конфедерации

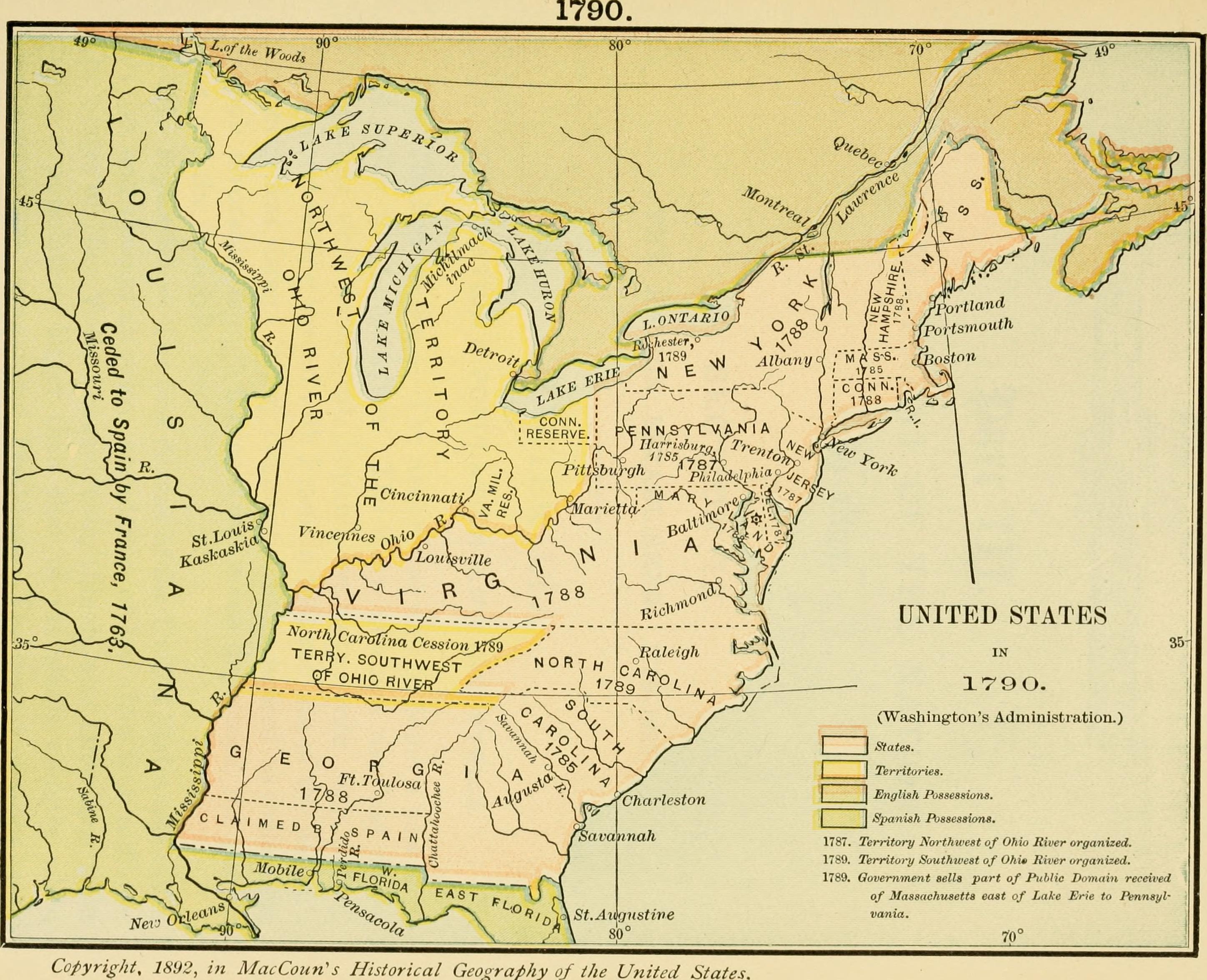
Вирджиния на карте США 1790 года.

В 1777 году Конгресс принял Статьи Конфедерации, которые давали Конгрессу полномочия определять границы штатов. Вирджиния пыталась отстаивать свои права на западные территории, но в итоге пошла на уступки, и отказалась от претензий на все земли к северу от реки Огайо. При этом Конгресс признал право Вирджинии на земли к югу от Огайо, куда входили земли современного штата Кентукки. Формальная передача земель произошла в 1784 году. Ещё через несколько лет, в 1792 году, Вирджиния признала независимость Кентукки, и тот был принят в Союз. В те годы были приняты несколько законов относительно рабовладения: закон 1778 года запрещал ввоз рабов с Карибов и Африки, а закон 1782 года давал право освобождать рабов. Это позволило освободить примерно 10 000 рабов, хотя к 1790 году в штате ещё было 293 000 рабов. Завершение войны породило проблему возвращения займов, взятых до войны в Британии: вирджинцы были должны англичанами примерно 2 миллиона фунтов. Общество раскололось во мнении относительно выплаты этих долгов: одни были против возвращения денег бывшему врагу, другие ссылались на то, что для нормального функционирования общества люди должны выполнять свои обязательства. Этот раскол привёл впоследствии к формированию двухпартийной системы в штате.

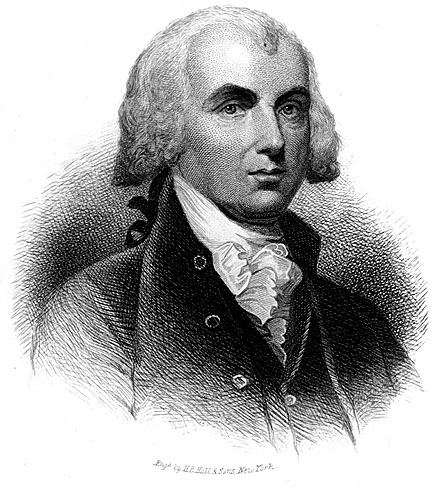
Джеймс Мэдисон.

Сторонниками возврата долгов были Джеймс Мэдисон и Джордж Мэйсон, а противником — губернатор Патрик Генри. Одновременно другой сторонник Мэдисона, Джеймс Монро, агитировал за внесение поправок в статьи Конфедерации. В 1786 году делегаты пяти штатов собрались на Анаполисском конвенте, где постановили собраться в Филадельфии в 1787 году и скорректировать Статьи Конфедерации. Делегатами Филадельфийского конвента от Вирджинии стали Вашингтон, Мэдисон, Мэйсон, Рэндольф, Уит и Блэр. Вирджинская делегация прибыла на конвент раньше всех и успела разработать так называемый «Вирджинский план Конституции», который Рэндольф представил конвенту. Маленькие штаты предложили в противовес свой план (План Нью-Джерси), и финальный вариант конституции стал компромиссом между этими двумя. 17 сентября 1787 года Конституцию США подписала вся вирджинская делегация кроме Мэйсона и Рэндольфа.
Борьба за ратификацию Конституции в Вирджинии началась в марте 1788 года, когда были избраны делегаты на Ратификационный конвент и продолжилась на самом конвенте. Делегаты побережья, севера и долины Шенандоа выступали за конституцию, а делегаты Пидмонта, юга и юго-запада были против. Борьба свелась в основном к дискуссии Патрика Генри с Джеймсом Мэдисоном. 5 июня Патрик Генри выступил с последней трёхчасовой речью против Конституции, но это не помогло: на финальном голосовании Конституция была ратифицирована 89 голосами «за» при 79 голосах «против» и Вирджиния стала 10-м штатом нового Союза. В марте 1789 года были выбраны первые два сенатора: ими стали Ричард Генри Ли и Уильям Грейсон. Той же весной было выбрано 10 делегатов в Палату Представителей США, в число которых попал Джеймс Мэдисон.

### Эпоха федерализма
После принятия Конституции вирджинец Джордж Вашингтон был избран первым президентом, и было сформировано правительство, куда попали вирджинцы Томас Джефферсон и Эдмунд Рэндольф. Мэдисон принимал участие в создании структуры исполнительной власти и он же на сессии 1-го Конгресса предложил серию поправок к Конституции, основанные а принципах Вирджинской декларации прав. Поправки были приняты в 1791 году и стали известны как Билль о правах. На том же Конгрессе Александр Гамильтон предложил программу экономических реформ, но Джефферсон и Мэдисон выступили против. Споры вокруг реформ привели к формированию двух партий, позже известных как Федералисты и Республиканцы. В Ассамблее Вирджинии преобладали республиканцы, но федеральная помощь во время Северо-западной индейской войны немного склонила симпатии на сторону федералистов. В 1797 году новым президентом стал Джон Адамс, и партийные споры обострились, особенно после конфликта с Францией и издания законов о подстрекательстве к мятежу. По инициативе Джефферсона ассамблея Вирджинии приняла «Вирджинcкие резолюции», утверждающие, что штат имеет право отменить неугодный ему федеральный закон.
На президентских выборах 1800 года победил Томас Джефферсон, который стал вторым президентом-вирджинцм в истории США. Вирджинец Джон Маршалл стал председателем Верховного суда, и превратил Верховный суд в полноценную ветвь власти. В 1809 году третьим вирджинцем-президентом стал Джеймс Мэдисон, в президентство которого конфликт с Англией перерос в войну.
В Вирджинии 6 июня 1799 года умер Патрик Генри, а 14 декабря - Джордж Вашингтон. Почти в то же самое время, 1 декабря, Джеймс Монро, ранее посол США в Франции, был выбран губернатором Вирджинии. В августе 1800 он узнал о готовящемся восстании рабов, известном как Восстание Габриеля, своевременно ввёл в действие ополчение и восстание было быстро подавлено. Ассамблея штата предложила Конгрессу купить какой-нибудь участок земли, чтобы туда можно было ссылать туда негров (чтобы не применять к ним казни), и это предложение породило другое предложение: переселить всех негров в Африку и тем самым избавиться от рабства, которое Монро назвал злом, унаследованным от британской эпохи. 7 декабря Монро призвал Ассамблею заняться улучшением дорог и системы образования. 1 декабря 1802 года новым губернатором был избран Джон Паж, который продолжил переписку с Джефферсоном относительно переселения негров. В 1805 году губернатором стал Уильям Кейбл, при котором в 1807 году у берегов Вирджинии британцами был захвачен американский фрегат. В том же году в Ричмонде прошёл суд над бывшим вице-президентом Аароном Бёрром, которого обвиняли в измене, но не смогли доказать обвинения.
В 1808 году губернатором стал Джон Тайлер, горячий поклонник Джефферсона. Он настаивал на выделении дополнительных средств на образовательные учреждения, и часто выступал с осуждениями британской политики. Он подал в отставку в 1811 году и губернатором снова (16 января) стал Джеймс Монро, но уже 3 апреля он покинул пост и перешёл на должность Государственного секретаря США. Вице-губернатор Джордж Смит занял его место, но он погиб в декабре во время пожара в Ричмондском театре, пытаясь спасти своего сына. Новым губернатором штата стал Джеймс Барбур.

### Англо-американская война
Губернатор Тайлер был противником войны с Англией, но в 1812 году она всё же началась. В первый год войны боевые действия шли далеко от Вирджинии, но губернатор Барбур предпринял меры по строительству укреплений в штате. Было созвано 10 000 ополченцев, которых возглавил бригадный генерал Роберт Тейлор. В июне 1813 года британцы атаковали остров Крэни; позицию обороняли 400 ополченцев и 150 матросов, но им удалось отбить британскую атаку. Через два дня британцы захватили и разорили город Норфолк. В 1814 году британская армия вошла в реку Потомак и захватила Вашингтон. Вирджинское ополчение готовилось к британскому вторжению, но его не последовало. За годы войны пострадал главным образом Норфолк, где торговля прекратилась из-за блокады, а все товары стали вывозить через порты Северной Каролины. В конце 1814 года война закончилась, и торговля восстановилась, хотя Норфолк ещё несколько раз страдал от пожаров.

### Эра доброго согласия

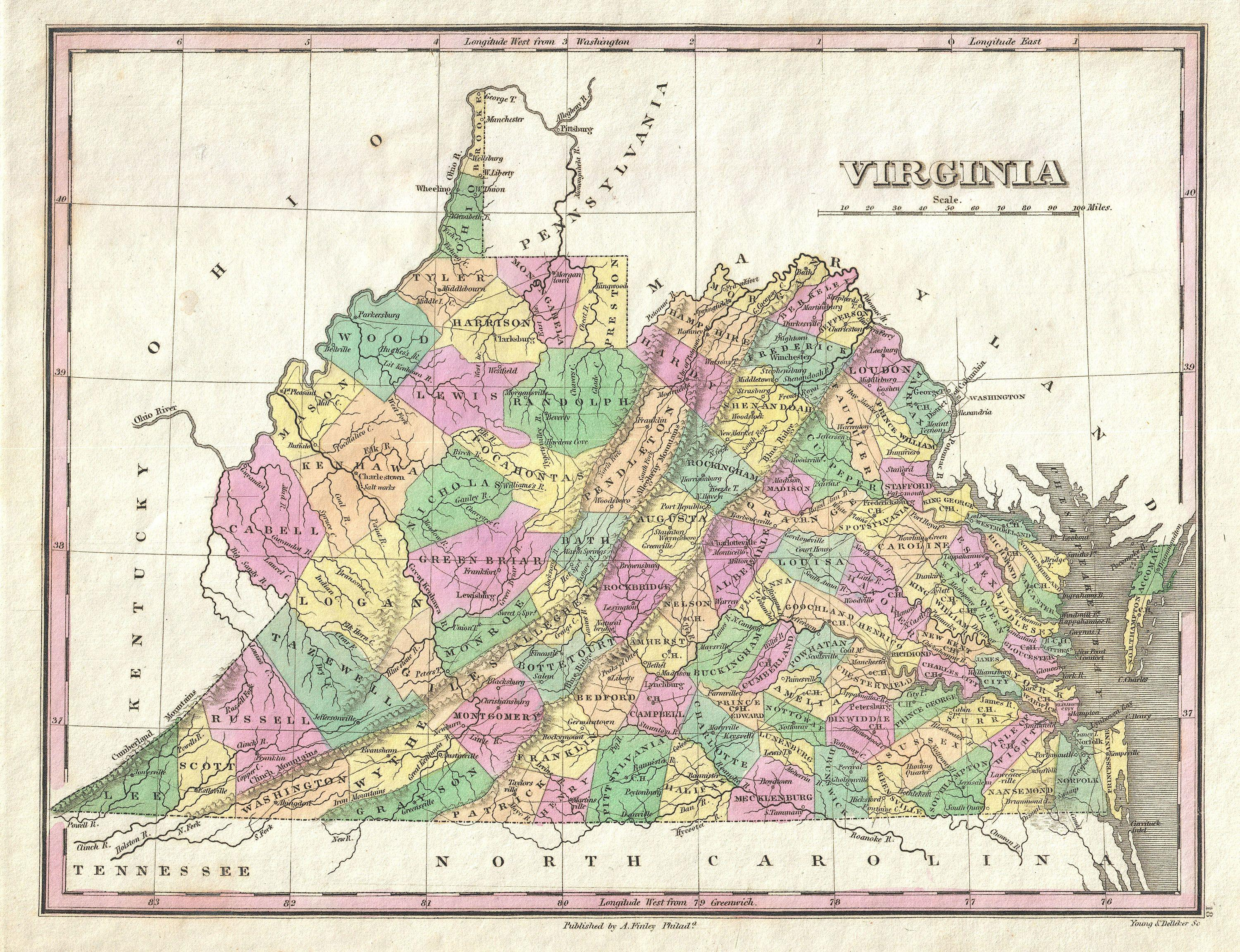
Карта Вирджинии 1827 года.

На выборах 1816 года президентом стал Джеймс Монро, период президентства которого (1817—1825) принято называть Эрой доброго согласия. В Вирджинии в это время стал шириться конфликт между восточными и западными округами. Жители запада были недовольны системой представительства в Ассамблее и состоянием дорог. На конвенте с Стонтоне в 1816 году они призвали к созыву конвента для пересмотра конституции. Ассамблея штата ещё в 1812 году поручила Джону Маршаллу исследовать состояние рек и дорог, а в 1816 году сформировало фонд для финансирования дорожного строительства. В 1818 году Ассамблея постановила связать, дорогами или каналами, реки Джеймс и Канава. В 1827 году начала строиться железная дорога Балтимор-Огайо, на что жители востока согласились с неохотой, опасаясь, что она перетянет транспортные потоки на север, к Нью-Йорку.

### Период Джексоновской демократии
К концу 1820-х годов общество Вирджинии разделилось на две идеологические группировки. Центральная часть штата была более консервативна, её населяли потомки англичан, уэльсцев и французов, и её экономика почти не менялась. Окраины штата были более разнообразны в этническом и религиозном смысле, развивались более динамично, и хотели реформ, но у них не было достаточного представительства в ассамблее. В 1824 году жители западных округов поддержали президента Адамса, когда он высказался в пользу реформистской «Американской системы» Генри Клея. Консерваторы центра поддержали политику Кроуфорда, Кэлхуна и Джексона, и голосовали за Джексона на президентских выборах 1828 года. Эти люди стали базой формирующейся Демократической партии. На западе поддерживали Клея и его сторонников, Партию вигов.
В те же годы участились призывы к созыву конституционного конвента для пересмотра Конституции. Консерваторы были против конвента, но уступили давлению и согласились на референдум, который высказался за пересмотр. Конвент собрался в Ричмонде в октябре 1829 года, на нём присутствовали Мэдисон, Монро и Маршалл, губернатор Уильям Джилс, сенаторы Тэзвелл и Тайлер. Конвент работал три месяца и в итоге появилась Вирджинская конституция 1830 года, во многом продукт компромисса. Палата делегатов стала меньше, но в ней стало больше делегатов от Запада, а Сенат стал больше, и вы нём стало больше делегатов от Востока. Избирательное право было расширено, и представительство округов в Ассамблее стало более равноправным.
Политические споры приостановились в августе 1831 года, во время так называемого «восстания Ната Тёрнера». Чернокожий Нат Тёрнер убил несколько белых в округе Саутгемптон, после чего скрылся на болотах Грейт-Дисмал, но был пойман и казнён. Это событие привело в горячим спорам о будущем рабства. Представители западных округов предлагали постепенно освободить негров и переправить их в Африку, а консерваторы отстаивали ценность негров для экономики штата и республиканской формы правления. Кончилось тем, что легислатура отклонила предложение о постепенной эмансипации (73 голоса против и 58 за), и одобрила предложение о переправке негров в Африку, но оно было отклонено сенатом. Подробную книгу о тех дискуссиях написал сторонник рабства, президент колледжа Уильяма и Мэри, Томас Дью, и она часто цитировалась в предвоенные годы.
Споры о рабстве не успели утихнуть, как разразился Таможенный кризис 1832 года. В том году Конгрессс принял новый протекционистский тариф. Южная Каролина объявила его недействительным на своей территории и запретила федеральным чиновникам собирать пошлины. Президент Джексон пригрозил применить военную силу. Ассамблея Вирджинии протестовала, но не решилась следовать примеру Южной Каролины. Вместе с тем губернатор Джон Флойд объявил, что в случай военного конфликта Вирджиния выступит на стороне Южной Каролины. Вирджинцы были недовольны политикой Джексона, но на президентских выборах большинство проголосовало за Джексона, которому достались все 23 голоса вирджинской коллегии выборщиков. Но с этого момента в настроениях вирджинцев начались изменения: в том же 1832 году Джексон отказался продлить лицензию национального банка, что привело к расколу среди его сторонников. Сторонники банка объединились в партию вигов и в 1834 году сумели добиться большинства в вирджинской Палате делегатов. До 1838 года шла ожесточённая партийная борьба, в ходе которой демократам удалось вернуть под контроль Палату, но они добились лишь небольшого перевеса сил.
Кризис 1837 года только обострил отношения между партийными группировками. В декабрем 1839 года в Пенсильвании прошел конвент партии вигов, на котором они выдвинули кандидатами двух вирджинцев: Уильяма Генри Гаррисона (в президенты) и сенатора Джона Тайлера (в вице-президенты). На президентских выборах 1840 года Ван Бюрен победил в Вирджинии с незначительным перевесом (43%-42%), но в целом по стране выиграл Гаррисон. Роберт Хэйнман писал, что на этих выборах впервые сформировалась партийная самоидентификация в современной смысле слова; в Вирджинии прошла эпоха независимых кандидатов и с этого времени все кандидаты в губернаторы будут иметь явную партийную принадлежность. президент Гаррисон умер через месяц после инаугурации, и его место занял вице-президент Тайлер, который не был идейным вигом и вступил в партию только из враждебности к Джексону. Он сразу наложил вето на все инициативы вигов, из-за чего стал президентом без партии. На выборах 1844 года вирджинцы поддержали теннессийца Джеймса Полка, сторонника присоединения Техаса. Полк победил, что помогло демократам победить на выборах в Ассамблею штата в 1845 году: демократы полностью захватили Палату делегатов и все конгрессиональные места, кроме одного.
Выборы Полка привели к признанию Техаса и началу Мексиканской войны в 1846 году, которая была не очень популярна в Вирджинии, хоты вирджинцы внесли значительный вклад в её ход: генерал Закари Тейлор командовал армией, сформированной для оккупации Техаса, он разбил противника в ходе Северомексиканской кампании и с боем взял город Монтерей; генерал  Уинфилд Скотт командовал наступлением на Мехико и с боем взял столицу Мексики. Офицеры Роберт Ли и Томас Джексон впервые проявили себя в ходе этого конфликта. Война прославила Тейлора, который стал кандидатом от вигов на выборах 1848 года и победил, хотя вирджинцы голосовали за демократа Льюиса Касса из Мичигана.

### Предвоенный период
Споры о рабстве вспыхнули с новой силой в 1850 году, кода президент Закари Тейлор предложил принять в Союз Калифорнию в статусе свободного штата. Это вызвало протест южных штатов, а Генри Клей предложил так называемый Компромисс 1850 года: Калифорния будет принята свободным штатом, в Юте и Нью-Мексико вопрос рабства будет передан на усмотрение местных жителей, а в пользу южных штатов будет принят Закон о беглых рабах. Проблема с бегством рабов очень беспокоила вирджинцев, и особенно сенатора Джеймса Мэйсона, который и стал автором закона о беглых рабах. Вирджинские конгрессмены голосовали за закон о рабах и против принятия Калифорнии, но Компромисс был принят, и на некоторое время вопрос рабства ушёл с повестки дня.
14 октября 1850 года в Ричмонде собрался конституционный конвент, президентом которого стал Джон Мэйсон. Он затем снова собрался 6 января 1851 года и к 1 августа разработал новую конституцию штата. Была изменена система представительства, так что западные округа получили большинство в Палате представителей штата, а восточные — в Сенате штата. Право голоса получили все белые граждане, и теперь они избирали губернатора и чиновников. Губернаторский срок был расширен до четырёх лет. Конституция была ратифицирована подавляющим большинством голосов (75 784—11 063). В январе 1852 года губернатором стал Джозеф Джонсон, первый губернатор, избранный всеобщим голосованием и единственный в истории штата губернатор, происходящий из западных округов (из будущей Западной Вирджинии).
Компромисс 1850 года смог успокоить общество лишь на время: в 1854 году была создана Территория Небраска, где рабство было запрещено, но сенаторы Хантер и Мэйсон добились того, что часть территории была выделена в особую Территорию Канзас, где рабство было допустимо, в нарушение Миссурийскоо компромисса 1820 года. Принятие этого Закона Канзас-Небраска вызвало много протестов, разрушило партию вигов, раскололо демократов и привело к формированию Республиканской партии.
Этот кризис помог усилиться партии нативистов, которая стремительно захватила власть в Нью-Гэмпшире, Массачусетсе, Род-Айленде, Коннектикуте, Ню-Йорке, Калифорнии и Кентукки, а в марте 1855 года выдвинула Томаса Флорноя кандидатом в губернаторы Вирджинии. Однако, в Вирджинии нативисты потерпели неудачу, и губернатором стал демократ Генри Уайз. Поражение в Вирджинии стало началом упадка нативистов, которые вскоре вышли из политики. Уайз стал так популярен, что вирджинские демократы хотели выдвинуть его кандидатом в президенты на выборах 1856 года, но под давлением пенсильванских демократов выбор партии пал на Джеймса Бьюкенена.

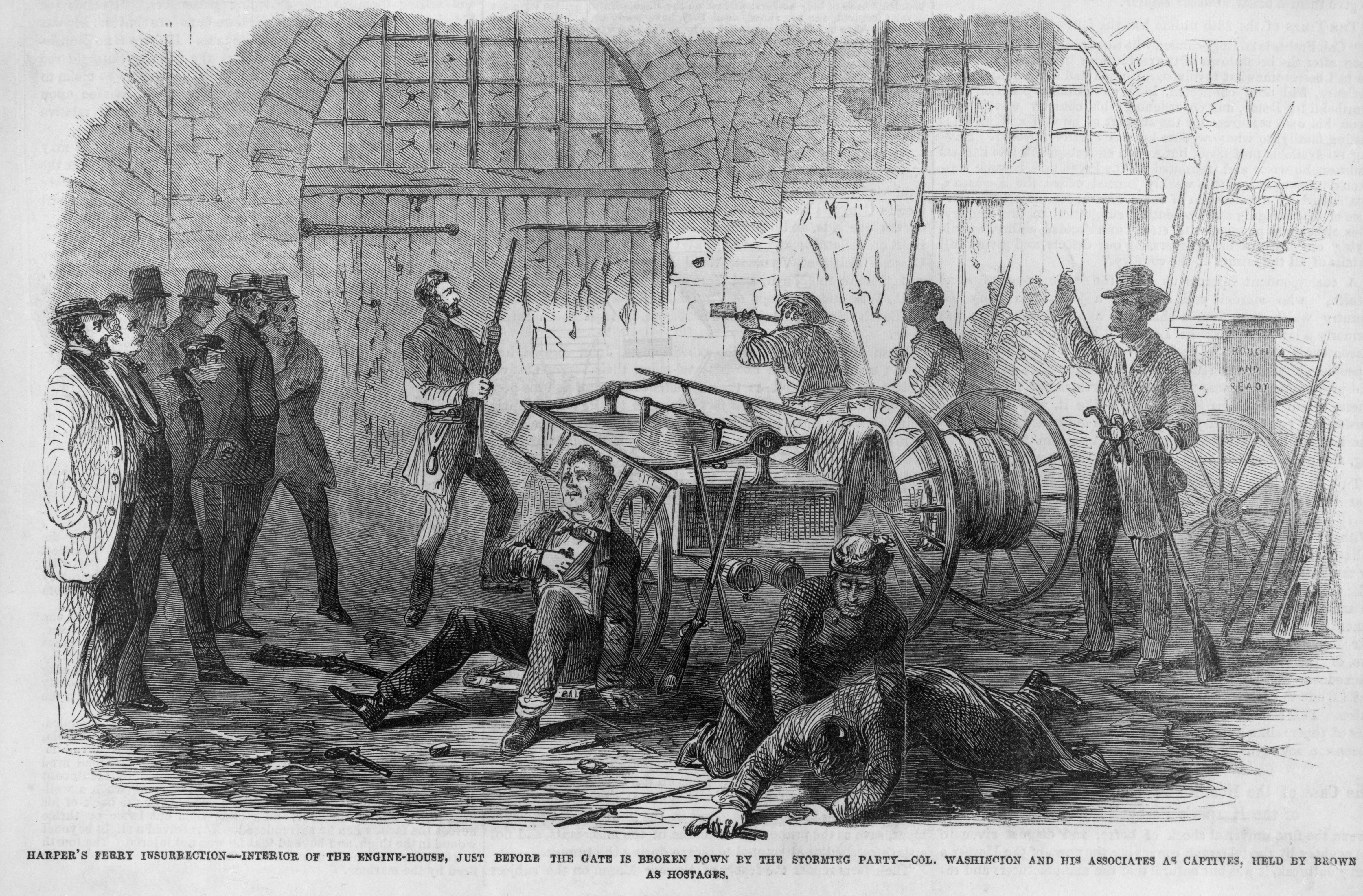
Восстание Джона Брауна, гравюра 1859 года.

Решение по Канзасу привело к беспорядкам на этой территории, в которых принял участие аболиционист Джон Браун. В 1859 году он переместился в Мэриленд, собрал вооружённый отряд и 16 октября захватил федеральный арсенал в Харперс-Ферри. Жители города смогли отбить арсенал, но Браун заперся на складе. Склад был взят штурмом отрядом морских пехотинцев, которыми командовал полковник Роберт Ли. Браун был взят в плен и отдан под суд, который приговорил его к повешенью. Южные штаты были встревожены этим нападением, Южная Каролина предложила созвать конвент для обсуждения ситуации, но Вирджиния отказалась участвовать, и конвент так и не был собран. В 1860 году в Чарлстоне собрался конвент Демократической партии, которая раскололась на две фракции: Северных демократов и Южных демократов. Демократы так и не смогли объединиться, и на выборах 1860 года победил республиканский кандидат, Авраам Линкольн.
20 декабря 1860 года Южная Каролина объявила о выходе из Союза. 26 декабря федеральный отряд захватил форт Самтер в гавани Чарлстона, что привело к конфликту с властями штата. 1 января 1861 года губернатором Вирджинии стал Джон Летчер, который созвал комитет по федеральным отношениям. Тот предложил созвать конвент в Вашингтоне для выработки компромисса. 13 февраля в Вирджинии собрался конвент штата, который 4 апреля 80-ю голосами против 45-ти проголосовал против выхода из Союза. 12 апреля начался обстрел форта Самтер. 13 апреля Линкольн встречался с делегатами от Вирджинии и заверил их в своих мирных намерениях, а уже 15 апреля он издал прокламацию о наборе добровольцев. 17 апреля конвент Вирджинии снова провёл голосование и на этот раз большинство высказалось за отзыв ратификации Конституции и за выход из Союза. 23 мая 1861 года решение о сецессии было принято голосованием на референдуме.
Ещё до референдума, зная, что его решение будет положительным, правительство Вирджинии начало переговоры с Конфедерацией и присоединилось к ней 7 мая. 21 мая столицей Конфедерации был назначен город Ричмонд.

## Гражданская война

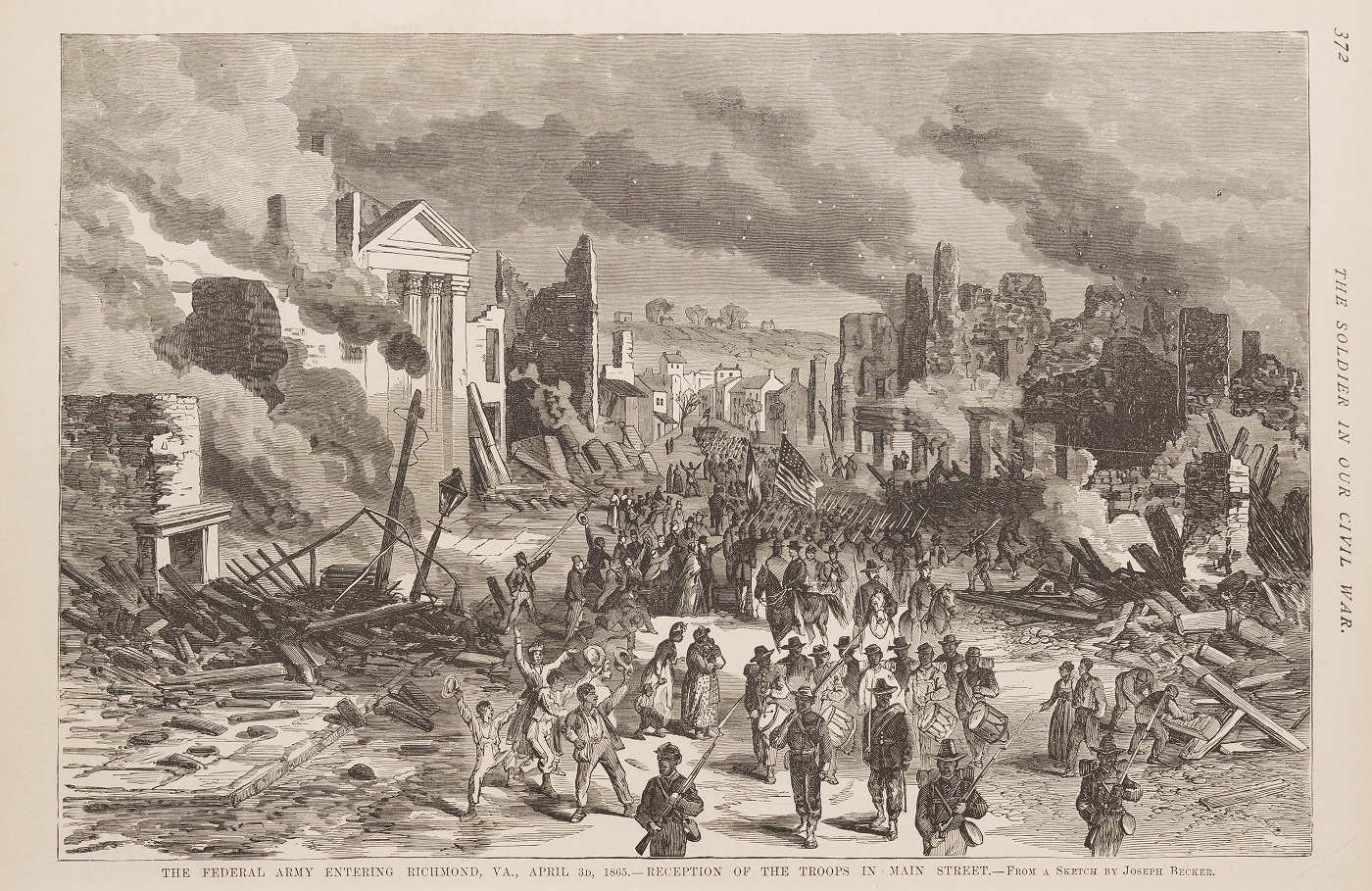
Федеральная армия входит в Ричмонд 3 апреля 1865 года.

22 апреля 1861 года губернатор Летчер предложил полковнику Роберту Ли возглавить Вирджинскую армию. Ли сформировал армию размером 40 000 человек, но 8 июня все вирджинские войска были переданы в состав армии Конфедерации. Между тем жители западных округов штата, которые всегда были недовольны правительством  в Ричмонде, собрались на конвент в Уилинге, объявили о формировании альтернативного правительства Вирджинии и избрали губернатором Фрэнсиса Пьерпонта. Линкольн сразу же признал это правительство законной властью штата Вирджиния. Впоследствии, в 1863 году, западные округа  выделились в отдельный штат западная Вирджиния и выбрали нового губернатора, а Пьерпонт остался альтернативным губернатором Вирджинии, и управлял подконтрольными Вашингтону частями Вирджинии из Александрии.
В Вирджинии произошло первое крупное сражение войны, Первое сражение при Булл-Ран, в котором федеральная армия была разбита и отступила к Вашингтону. Весной 1862 года федеральная армия высадилась на Вирджинском полуострове и начала наступление на Ричмонд. Во время боёв под Ричмондом был ранен генерал Джонстон и Северовирджинскую армию возглавил генерал Роберт Ли. В это время в долине Шенандоа генерал Джексон в ходе одной кампании разбил несколько отрядов противника и ушёл на соединение с армией Ли к Ричмонду. Последовала Семидневная битва, после которой северяне перешли к обороне на полуострове, а Ли перебросил армию на север штата и в ходе Северовирджинской кампании разбил федеральную Вирджинскую армию. В декабре 1862 года южане отбили ещё одно наступление противника в сражении при Фредериксберге, а в мае 1863 года победили в сражении при Чанселорсвилле, в ходе которого погиб генерал Джексон. Это позволило южанам вторгнуться в Пенсильванию и начать Гетисбергскую кампанию.
В мае 1864 года генерал Грант начал Оверлендскую кампанию (наступление на Ричмонд). Несмотря на неудачные сражения он приблизился к Ричмонду, но не смог его взять. Тогда он изменил стратегию и осадил город Питерсберг. Осада затянулась до весны 1864 года, только 2 апреля федеральная армия прорвала линию обороны противника и вошла в Ричмонд. Ли отступил к Аппоматтоксу, где был окружён и 9 апреля Северовирджинская армия капитулировала. Это событие стало символическим концом Гражданской войны.

## Послевоенный период

### Эпоха реконструкции
Президент Линкольн желал вернуть Вирджинию в Союз быстро и с минимальными изменениями. Он был убит в апреле 1865 года, но его преемник Эндрю Джонсон продолжил его политику. Когда война завершилась и губернатор Смит сдался федеральным войскам, Фрэнсис Пьерпонт был назначен новым губернатором штата. В октябре он созвал Ассамблею, которая ратифицировала 13-ю поправку (освобождающую рабов) и легализовала браки, заключённые между рабами, но в то же время не признала независимость Западной Вирджинии, и ввела жёсткие законы, регулирующие жизнь чернокожих. Генерал Альфред Терри (командующий федеральными войсками в штате) назвал эти законы «тем же рабством под другим названием» и отказался приводить их в исполнение. Конгресс США отказался принять новых конгрессменов от Вирджинии и принял, несмотря на противодействие президента, 14-ю поправку, гарантирующую равенство всем гражданам страны. В декабре 1866 года Ассамблея штата отказалась её ратифицировать, и тогда Конгресс в марте 1867 года ввёл Законы о реконструкции.
Согласно законам весь Юг был разделён на дистрикты, и территория Вирджинии совпала с границами 1-го военного дистрикта, который возглавил генерал Джон Скофилд. Он имел консервативные взгляды, но не мешал республиканцам реформировать штат. Однако, в среде республиканцев возник раскол между умеренными и радикальными республиканцами. В декабре 1867 года в Ричмонде собрался конституционный конвент под председательством Джона Андервуда, на котором доминировали радикалы. За четыре месяца работы конвент разработал конституцию, которая вошла в историю как «Конституция Андервуда». Она ввела всеобщее мужское голосование, но требовала от претендентов на административные должности клятвы о том, что они не поддерживали Конфедерацию. Многие положения этой конституции не понравились генералу Скофилду, и поскольку губернатор Пьерпонт явно терял популярность, генерал снял его с должности и назначил на его место мичиганца Генри Уэллса. Однако Уэллс вскоре присоединился к фракции радикалов. Скофилд оттянул, как смог, референдум по новой конституции, а затем перешёл на должность Военного секретаря. Примерно в это самое время (весной 1868 года) в Вирджинии появился Ку-Клукс-Клан, но никак себя не проявил и очень быстро исчез.
Консерваторы решили признать новую конституцию, но исключить из неё ряд наиболее одиозных пунктов. Весной 1869 года президент Грант дал согласие на такой вариант. Стратегией консерваторов перед выборами руководил бывший генерал Конфедерации, Уильям Махоун. При его содействии консерваторы объединились в партию Истинных Республиканцев и выдвинули кандидатом в губернаторы Гилберта Уокера, уроженца Нью-Йорка. 6 июля 1869 года прошёл референдум: Конституция Андервуда была одобрена, а ряд её положений отменены. Уокер победил Уэллса, при этом за него голосовали почти исключительно белые, а за Уэллса почти исключительно чёрные. Консерваторы захватили две трети легислатуры штата. Это событие положило конец военному правлению в Вирджинии, которая стала единственным штатом Юга, который избежал правления радикальных республиканцев. По всему штату прошли парады и фейерверки. Новая Ассамблея штата сразу ратифицировала 14-ю и 15-ю поправки. 26 января 1870 года президент Грант официально принял Вирджинию в Союз.

### Позолоченный век

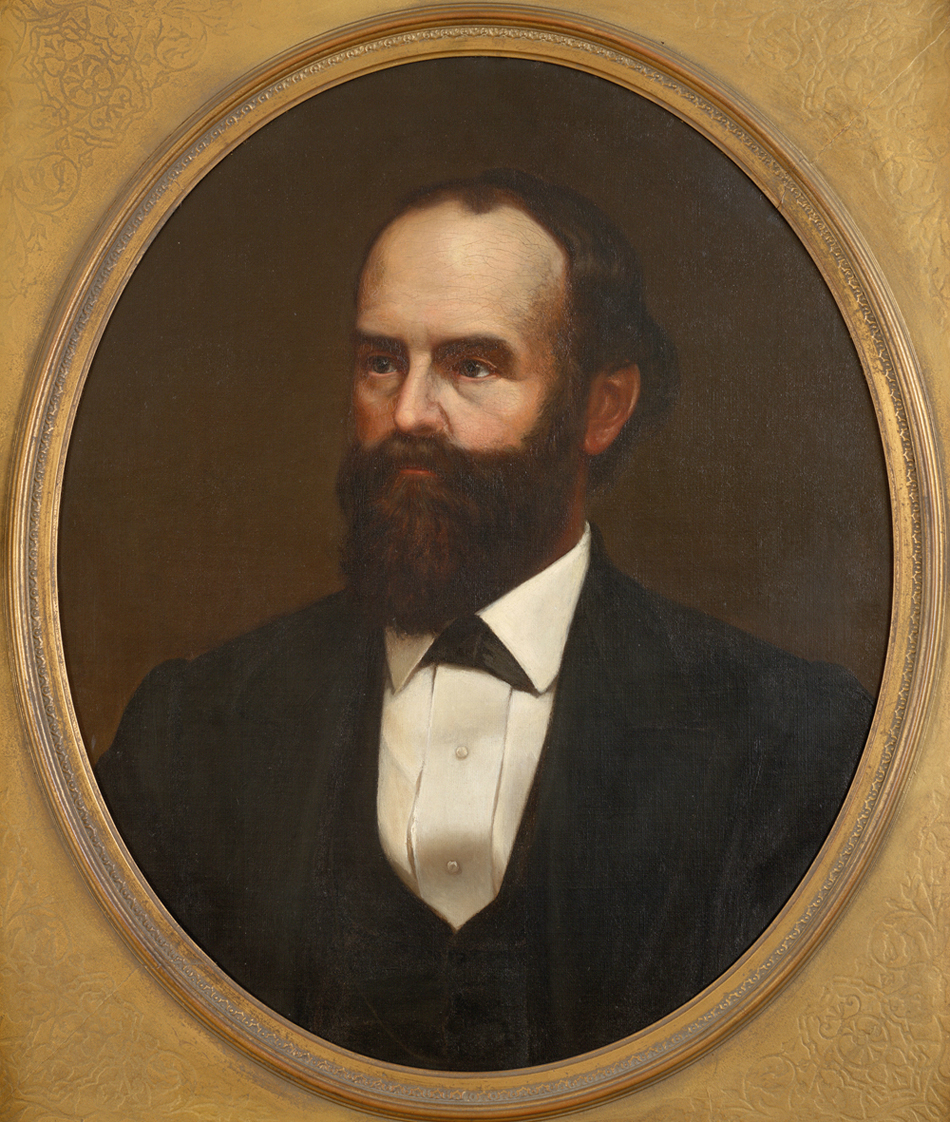
Джеймс Кемпер в 1876 году.

Главной проблемой, над решением которой консерваторы боролись всё последующее десятилетие, был внешний долг Вирджинии ($45 миллионов), деньги, которые до войны были вложены в в строительство каналов и железных дорог, плюс проценты, набежавший за годы войны. Губернатор Уокер и легислатура решили выплатить его полностью с процентами, для чего в 1871 года выпустили специальные 6-процентные облигации. Предполагалось, что Западная Вирджиния возьмёт на себя треть долга, но соглашение об этом так и не было достигнуто. Решение легислатуры одобрили британские и североамериканские кредиторы, и были подозрения, что законодатели штата получили за это взятку. В штате поднялась волна возмущения, поэтому на сессии 1872 года легислатура отменила решение 1871 года, но губернатор наложил на отмену вето. В последующие годы было несколько попыток отменить или изменить закон о финансировании долга, но сторонники закона («финансисты») боролись за его сохранение. Их противники, жители сельских районов, которые опасались роста налогов, требовали урегулирования вопроса и стали известны как «регуляторы» (Readjusters). Эта борьба совпала с ростом политической активности женщин, которые безуспешно требовали права голосования, но добились того, что в 1877 году Вирджиния дала им право владеть собственностью (до этого Вирджиния оставалась единственным штатом, который не давал женщинам этого права). Долговые проблемы Вирджинии умножились, когда начался кризис 1873 года, затянувшийся до конца десятилетия. В том же году на губернаторских выборах в Вирджинии, победил Джеймс Кемпер, в прошлом бригадный генерал Конфедерации и участник «Атаки Пикетта». За него голосовали консерваторы, но он не был реакционером, и вполне разумно рассуждал о расовых и финансовых проблемах. Он критиковал закон о финансировании долга, но не смог добиться его изменения и стал сокращать расходы правительства. Это не помогло решить финансовые проблемы и Вирджиния даже не смогла участвовать в праздновании 100-летия США.
Экономический спад подорвал железнодорожный бизнес Уильяма Махоуна, так же бывшего генерала армии Конфедерации. Он видел корень своих проблем в правлении «финансистов", которых так же называли «Бурбонами», поэтому примкнул к регуляторам и включился в предвыборную гонку 1877 года, надеясь стать губернатором. Он требовал урегулирования долгового вопроса и изыскания денег на финансирование школ, но его репутация железнодорожного магната привела к тому, что кандидатом в губернаторы был выбран Фредерик Холлидей. Регуляторы сумели пройти в легислатуру, где под их влиянием был принят ряд законов и финансировании школ, но губернатор наложил на них вето. Тогда в феврале 1879 года Махоун собрал фермеров долины Шенандоа, чернокожих, некоторых консерваторов и республиканцев, и создал Партию регуляторов. Чернокожие примкнули к нему, потому что демократы игнорировали их требования, а республиканцы стали слишком слабы. Под грамотным руководством Махоуна регуляторам удалось выиграть выборы в легислатуру 1879 года и провести туда 13 чернокожих. Они приняли ряд законов относительно долга, но так как не могли преодолеть вето губернатора, то стали ждать перевыборов. Между тем они избрали Махоуна в Сенат США и расставили своих сторонников на административные посты. Регуляторам удалось победить на губернаторских выборах 1881 года, но они выбрали не Махоуна, а Уильяма Кэмерона.
Регуляторам удалось решить проблему внешнего долга, чем они спасли миллионы долларов для бюджета, они урезали налог на имущество, и улучшили систему налогообложения штата так, что добились профицита бюджета. Они увеличили расходы на колледжи, тюрьмы и больницы, и построили лечебницу для чернокожих. Они отменили налог на голосование и запретили порку, которая ранее широко применялась, поскольку подвернутый порке человек терял право голоса. Однако, решив проблему долга Партия регуляторов начала утрачивать единство. Многих беспокоила близость Махоуна с республиканцами, а консерваторы стали клеймить словом «махоунизм» любые реформы регуляторов. Консерваторов беспокоило, что всё больше чернокожих становятся учителями, клерками и политиками, и они видели в этом угрозу «власти белых». На выборах в легислатуру 1883 года демократам удалось использовать эти страхи и отбить две трети мест в легислатуре. В последующие годы, несмотря на поддержку Республиканской партии, регуляторы утратили всякое влияние, и одновременно завершилась политическая карьера Уильяма Махоуна. Эти события совпали с развитием культа Проигранного дела, когда началась героизация участников войны, и это выражалось отчасти в том, что до конца века вирджинцы выбирали ветеранов войны в губернаторы. В те же годы США переживали экономический подъём: в Вирджинии был найден уголь, развивались железные дороги, появился кораблестроительный завод в Ньюпорт-Ньюс, а город Ньюпорт  стал крупнейшим углепогрузочным портом в мире. Развитие табачной промышленности стимулировало экономику Ричмонда, в котором появилась первая на юге Автоматическая телефонная станция, а в 1888 году была запущена первая в США система городского трамвая.
К 1890 году население Вирджинии насчитывало 1 700 000 человек, но 80% из них были сельскими жителями, которых не коснулся экономический подъём. Сельское хозяйство пребывало в упадке, и сильно пострадало от кризиса 1893 года. Несмотря на се успехи, Вирджиния не могла нагнать северные штаты по уровню развития. Имея самый высокий на Юге доход на душу населения, она отставала даже от самых бедных северных штатов. И если в 1860 году она была 5-м по населённости штатом, то к 1900 году опустились на 17-е место. Доходы в промышленности были низкими, но рабочие не пытались протестовать или организовывать профсоюзы, так как опасались лишиться привилегированного положения: на хорошо оплачиваемую работу обычно брали белых. Элита вирджинского будущего не интересовалась будущим, предпочитая жить в прошлом: в 1890 году в Ричмонде был торжественно открыт памятник генералу Роберту Ли.  Перед губернаторскими выборами 1889 года Уильям Махоун пытался реанимировать коалицию регуляторов и республиканцев, но проиграл Филипу Маккини, который обещал избавить Вирджинию от "власти чёрных". В итоге к 1891 году в Ассамблее не осталось ни одного чернокожего. В 1894 году был принят Закон Уолтона, который устанавливал новые правила голосования: теперь в бюллетене надо было зачеркивать имена нежелательных кандидатов, для чего надо было уметь читать. В Вирджинии не было официальных дискриминационных законов, но неофициально участились случаи сегрегации в транспорте и гостиницах. Случаи линчевания чернокожих были редки, но в 1890-х они участились, что вынудило губернаторов принимать меры по наведению порядка. В эти годы в Конгресс США попал, хоть и ненадолго, первый чернокожий делегат от Вирджинии,  Джон Лэнгстон. В целом, в середине 1880-х демократам удалось полностью взять под контроль штат и избавиться от политических конкурентов. В 1885 году в губернаторы был избран  Фицхью Ли, в прошлом кавалерийский генерал Конфедерации. Период его правления запомнился многочисленными мероприятиями по увековечиванию памяти героев войны.
Когда завершился губернаторский срок Фицхью Ли, он попытался избраться в сенаторы, но его обошёл Томас Мартин, который стал лидером вирджинских демократов. Ему сразу пришлось бороться с протестным движением фермеров, которые пострадали от кризиса и были недовольны расценками за услуги железных дорог. Фермеры поддержали сначала организацию Грэндж, потом Фермерский альянс, а потом влились в Народную партию или Партию популистов. Но демократы объявили популистов радикалами, желаюзщими вернуть порядки эпохи Реконструкции, и я итоге на губернаторских выборах 1893 года кандидат от популистов проиграл демократу Чарльзу О'Фэррелу. Смертельным ударом для партии популистов стали президентские выборы 1896 года, где они поддержали кандидатуру Уильяма Брайана из Небраски, сторонника свободной чеканки серебра. Брайан победил в Вирджинии, но проиграл в целом по стране, что и похоронило все надежды популистов.

### Американо-испанская война
К концу века конфликт между Севером и Югом почти угас и обе стороны прилагали усилия к единению нации. Этим целям особенно помогла Американо-испанская война, которая началась в 1898 году. Четверо бывших генералов Конфедерации были приняты в армию США, в том числе Фицхью Ли, который возглавил 7-й армейский корпус и впоследствии служил военным губернатором Гаваны. Более 15 000 вирджинцев вступили в армию США, их них 5326 человек служили во 2-м, 3-м, 4-м и 6-и Вирджинских полках. Из них 6-й Вирджинский был набран полностью из чернокожих. Эти полки не бели задействованы в войне и только 4-й Вирджинский был послан на Кубу уже после войны. Только один вирджинец погиб во время боевых действий. Чернокожие рядовые 6-го Вирджинского активно протестовали против назначения в полк белых офицеров, и многие из них были арестованы за неповиновение. После этого Вирджиния перестала брать чернокожих в национальную гвардию. В годы войны вирджинский военный врач уолтер Рид занимался исследованиями жёлтой лихорадки и сумел доказать, что москиты являются переносчиками малярии. Это помогло бороться с лихорадкой и малярией во всем мире.

## XX век

### Эпоха прогрессивизма
В начале XX  века Вирджиния стремительно урбанизировалась: всё больше вирджинцев переселялись в города, ближе к благам цивилизации, и всё больше чернокожих под давлением сегрегационных мер уезжали из вирджинской провинции в северные штаты. Города переживали строительный бум, а их размеры после появления городского транспорта стремительно росли. Урбанизация порождала новые проблемы, что привело к появлению движения за реформы, известного как Прогрессивизм. Прогрессивисты были недовольны коррупцией политиков, необустроенностью городской жизни, и засилием монополий. Они требовали регулирования деятельности железных дорог, запрета алкоголя, санитарных норм, охраны природных ресурсов, ограничения детского труда и прямых выборов сенаторов. На губернаторских выборах 1901 года прогрессивистам удалось добиться избрания Эндрю Монтегю и склонить общественное мнение к идее созыва конституционного конвента для пересмотра конституции 1868 года. Они надеялись полностью избавиться от голосования чернокожих, которое считали главным источников коррупции в штате.
Конституционный конвент работал в Ричмонде с июня 1901 по июнь 1902 года. На нём присутствовало 12 республиканцев и 88 демократов. Новая конституция давала право голоса только тем, кто мог прочесть фрагмент Конституции или пересказать его содержание. Она же вводила налог на голосование в размере $1.5 в год. Конвент так же реформировал правительство штата и создал Комиссию по контролю работы железных дорог. Было решено не отдавать конституцию на референдум,  а ввести её в действие решением самого конвента. По иронии судьбы конвент только усилил позиции демократов, которые сначала опасались конвента, поскольку сократил размеры электората и сделал его более управляемым. Конституция понизила политическую активность вирджинцев, которая только к 1952 году вернулась на уровень 1904 года. Она сократила злоупотребления, но не истребила их. Реформы перестали ассоциироваться с реконструкцией и "властью чёрных", что позволило начать движение за улучшение школ, дорог и ограничение детского труда. Всё больше женщин находили работу вне своего дома, в основном учителями, и они стали главной силой движения за реформу образования. В 1905 году они начали агитационную кампанию в масштабах всего штата. В том же году Мартин победил Монтагю на сенатских выборах, а Клод Свансон победил на губернаторских, что не остановили реформы: в 1906 году был принят Школьный закон Манна о финансировании школ. Расходы на образование стремительно выросли, хотя и оставались ниже среднего по стране.
Решив проблемы образования, легислатура занялась улучшением дорог штата. Несмотря на появление автомобильного транспорта (автомобилей было уже 2705 к 1910 году) дорого Вирджинии не соответствовали эпохе и их называли "худшими в истории цивилизации". Недовольные дорогами фермеры создали Дорожную Ассоциацию чтобы лоббировать свои интересы. Профицит бюджета позволил Свансону убедить легислатуру создать Дорожную комиссию и выделить $250 000 на дорожное строительство к 1908 году. В 1910 году были приняты первые законы по ограничению скорости автотранспорта. В эти годы в штате появился Департамент здравоохранения, а труд детей в возрасте до 14 лет был запрещён почти везде, хотя эти ограничения не всегда строго соблюдались. При Свансоне фермеры пролоббировали создание сельскохозяйственных училищ,  а в 1907 году появились первые экспериментальные фермы. За первые 20 лет десятилетия вирджинские фермеры добились увеличения производительности ферм, роста цен на сельхозпродукцию и роста цен на землю. Они стали выращивать картофель и яблоки, чем сократили зависимость от табака, хотя он и остался главным продуктом штата. В 1907 году Вирджиния торжественно отмечала 300-летие высадки англичан в Новом Свете: в апреле в Норфолке открылась  Выставка Трёхсотлетия, на которой лично выступил президент Теодор Рузвельт. Однако, её посещаемость оказалась ниже ожидаемой и она принесла штату 2 миллиона  долларов долгов.
Дух реформ оживил движение по борьбе с алкоголизмом: в 1901 году была образована Антисалунная Лига, которая в 1903 году добилась запрета продажи алкоголя без лицензии. К 1905 году 70 из ста округов Вирджинии ввели у себя сухой закон. В 1909 году губернатором Вирджинии стал Уильям Мэнн, убеждённый противник алкоголя. В 1914 году после долгих колебаний Ассамблея дала согласие на референдум по Сухому закону. Через 6 месяцев ожесточённых дискуссий, 22 сентября 1914 года референдум одобрил введение сухого закона в штате с 1916 года.
На президентских выборах 1912 года Вирджиния поддержала кандидатуру нью-джерсийского прогрессивиста Вудро Уильсона, который родился в вирджинском Стонтоне и, таким образом, стал 8-м губернатором-вирджинцем в истории США.

### I Мировая война
В апреле 1917 года президент Вильсон с санкции Конгресса объявил войну Германии. Губернатор Вирджинии Генри Стюарт (племянник генерала Конфедерации Джеба Стюарта), избранный в 1913 году, призвал штат выполнить свою квоту по рекрутам и сосредоточиться на запасах продовольствия. Почти полмиллиона вирджинцев зарегистрировались как военнообязанные, и Вирджиния первая выполнила свою квоту. Для руководства военными приготовлениями был сформирован Совет обороны, который организовал Женский комитет для руководства патриотическим активизмом белых женщин и такой же для чёрных. К концу войны около 22000 вирджинцев участвовали в работах по налаживанию работы транспорта, организации жилья, заготовкой и хранением продовольствия и профилактикой пожаров. Удалось добиться взаимопонимания с рабочими союзами, поэтому в годы войны в Вирджинии почти не было забастовок. В обстановке экстремально холодной зимы 1917-1918 года вирджинцев призвали экономить уголь, пользуясь дровами, и сократить потребление электричества. Электрические рекламные щиты были отключены. В привычку вошли «дни без мяса», «дни без пшеницы» и «дни без топлива».
В это время конгрессмены Мартин, Флд и Свансон активно участвовали военным законотворчеством в конгрессе. В Норфолке была создана военно-морская база, обороты порта стремительно росли (в основном за счет экспорта угля). Росли цены на зерновые, и особенно на табак. Армии потребляла сигареты в огромных количествах, спрос всё время рос и вирджинские бренды Lucky Strike Chesterfield начали нагонять прежнего фаворита продаж, Winston Salem. Военные заказы дали новую жизнь экономике штата, но война породила и трудности: нехватку жилья, нехватку рабочих рук и гонения на немцев и пацифистов. Вирджинцы возмущались индейцами поманки и маттапони, которые добились исключения из воинской службы, как неграждане.
В начале война вирджинская национальная гвардия находилась на мексиканской границе (по причине мексиканской революции), но была возвращена в штат и передана на федеральную службу. 21 воинское подразделение было отправлено воевать во Францию, в их числе два чёрных инженерных батальона. 100 000 вирджинцев успели побывать на воинской службе, из них 3600 умерло. Участники воны впоследствии вспоминали её как позитивный опыт, позволивший им освоить новые специальности. Война помогла Вирджинии решить проблемы состояния дорог, женского права голоса и пьянства, но приводила и к расовым конфликтам, нарушениям гражданских прав и, в частности, стала причиной эпидемии испанского гриппа, от которого в Вирджинии погибло около 11000 человек.
В 1919 году умер влиятельный сенатор Мартин, что лишило единства правящую в штате партию, а уже на следующий год Конгресс принял 19-ю поправку, дающую право голоса женщинам. Обсуждение ратификации поправки на сессии Ассамблеи 1920 года вызвало много горячих споров, и в итоге Ассамблея отказалась ратифицировать поправку, и Вирджиния официально не признавала за женщинами права голоса до 1952 года. Но появление этого права в Конституции дало возможность женщинам штата принять участие в голосовании уже в 1920 году.

### Ревущие двадцатые
История Вирджинии 1920-х годов стала историей прихода в политику Гарри Бёрда Старшего, самого влиятельного вирджинца в истории штата. Ему удалось построить политическую машину, известную как Организация Бёрда, которая определяла политику штата в последующие 40 лет. Бёрд попал в сенат штат в 1915 году и хорош проявил себя во время выборов в Конгресс 1922 года, а так же на сессии Ассамблеи 1923 года,  где он боролся против выпуска облигаций для строительства дорог, предлагая вместо этого делать постепенные отчисления из налогов на бензин. В то время Вирджиния переживала период послевоенной рецессии, доходы фермеров упали вдвое с 1919 по 1921 год, и они боялись, что выпуск облигаций приведет к росту налогов. Бёрду удалось добиться введения 3-центового налога на бензин и он смог через референдум 1923 года добиться отказа от выпуска облигаций. Эти успехи сделали его ведущим политиком штата, и сделали его кандидатом в губернаторы в 1925 году. Созданная им эффективная политическая машина обеспечила ему уверенную победу на выборах.
Бёрд сразу же провёл налоговую и административную реформу, намереваясь сделать правительство штата более компактным, дешёвым, и более эффективным. Одновременно Ассаблея приняла закон о сегрегации общественных мест, на который губернатора просили наложить вето, но он позволил закону вступить в силу без своей подписи, и Вирджиния стала первым штатом, который ввёл сегрегацию на общественных мероприятиях. Ещё ранее, в 1924 году, был принят Закон о расовой целостности, который фактически запретил межрасовые браки. В том же году был принят закон о стерилизации душевнобольных, который действовал с 1927 по 1974 год и стал образцом для аналогичных законов в 30-ти других штатах. Белая общественность Вирджинии выступала за сегрегацию, но расходилась в методах: радикалы требовали всё более жёстких сегрегационных законов, а умеренные (в их числе губернатор Бёрд и журналист Дуглас Фриман), предлагали оставить чернокожим некоторую долю автономии.
Несмотря на принятые законы против алкоголя, добиться его искоренения в Вирджинии не удалось. Его завозили в штат нелегально со Среднего Запад, и из Мэриленда, и через все удобные гавани побережья. Расцвели нелегальные производства, особенно в горной местности вирджинского юго-запада. В 1928 году 3183 человека было арестовано за нарушение антиалкогольных законов и 35655 галлонов алкоголя было конфисковано. Но суды часто оправдывали нарушителей, а чиновники на местах неохотно содействовали борцам с этим злоупотреблением. Вирджиния в целом переживала экономический расцвет, доходы населения росли, всё больше женщин находили работу в промышленности, а распространение курения среди женщин поднимало спрос на вирджинский табак. Количество автомобилей в штате достигло 400 000. Вместе с тем, вызванная войной ксенофобия привела к возрождению Ку-Клукс-Клана, который довольно медленно распространялся в Вирджинии. Губернатор Бёрд не прибегал к его помощи, хотя и голосовал против антиклановых законов на конвенте 18924 года. В конце 20-х Бёрд стремился развивать экономику штата, привлекал в него кампании северных штатов, распорядился установить первые указатели исторических мест на трассах, поддержал идею реконструкции колониального Уильямсберга и содействовал прокладке дорог к Джеймстауну и Монтичелло.В 1929 году Бёрд добился от легислатуры принятия жёстких законов против линчевания.
Президентские выборы 1928 года показали рекордную для тех лет явку избирателей; в ходе ожесточённой кампании в Вирджинии впервые после реконструкции победил кандидат-республиканец, Герберт Гувер. На следующий год прошли губернаторские выборы, на которых Бёрд поддержал кандидатуру Джона Полларда, который легко победил конкурентов и его победа стала началом долгого периода однопартийности в вирджинской политике. Бёрд покинул пост президента в январе 1930 года, успев застать Биржевой крах 1929 года И начало Великой Депрессии.

### Депрессия и Новый курс

Герберт Леман, Джордж Пири и Франклин Рузвельт в 1937 году.

Великая депрессия приходила в Вирджинию постепенно. В штате не было сталилитейной и автомобильной промышленности, особо чувствительной к кризисам, его сельские хозяйство не зависело от одного вида продукции, индустрия производила в основном востребованные вещи: продовольствие, одежду и сигареты. По этой причине экономика Вирджинии падала не так быстро, как в целом по стране, и восстановилась уже к 1935 году. Сказался и консерватизм вирджинцев, которые привыкли полагаться только на свои силы. Вместе с тем, кризис стал чувствоваться уже в 1931 году. Текстильные рабочие Дэнвилла были на грани голода, а губернатор Поллард сообщил о возможном дефиците бюджета. За последующие два года депрессия достигла своего пика. Фермеры перестали выращивать табак, сельскохозяйственная техника износилась, бензин стал роскошью, нормой стала одежда из мешковины. Под увольнение попали пожарные и полисмены, в Норфолке отключили городское освещение. Многие предприятия стали увольнять чернокожих, чтобы взять на их место белых. Чернокожие легче переносили кризис, поскольку изначально привыкли к низкому уровню жизни.
В марте 1933 года президентом США стал Франклин Рузвельт, который назначил сенатора (и бывшего губернатора) Свансона военно-морским министром, его сенатское место занял Гарри Бёрд. На первой же сессии Конгресса Рузвельт предложил программу «Нового курса», а в Вирджинии в это время прошли губернаторские выборы, на которых победил ставленник Бёрда, Джордж Пири, бывший конгрессмен. Ему пришлось столкнуться с массовыми протестами против сухого закона, поэтому Бёрд добился референдума по этому закону, который ратифицировал 21-ю поправку к Конституции и тем самым отменил в Вирджинии сухой закон. В то же время в Конгрессе Бёрд поддержал Закон о регулировании сельского хозяйства, но выступил против закона 1934 года, расширяющего полномочия федерального правительства. Вирджинские политики неохотно принимали финансовую помощь и не содействовали агентствам FERA  и WPA. Бёрд открыто заявлял, что он не хочет погружать в долги своих детей, внуков и последующие поколения. Несмотря на это, WPAнаняло на работу почти 95 000 вирджинцев, и использовала их для строительства школ, дорог, аэропортов и библиотек. Несмотря на противодействия вирджинских политиков, Конгресс принял закон о пенсиях престарелым, страховкам от безработицы, помощи детям и инвалидам. Вирджиния присоединилась к этой программе последним штатом, в 1938 году. Бёрд голосовал против закона о трудовых отношениях, который усилил влияние профсоюзов и привёл к росту забастовок, в частности, сидячей забастовке 1937 года. Но несмотря на противодействие Бёрда, федеральным программам удалось обуть и накормить вирджинцев, добиться повышения цен на зерновые и в целом поднять их уровень жизни.

### II Мировая война
В 1940 году, после вторжения германской армии во Францию, США ускорили подготовку к возможной войне. Верфи в Хэмптон-Роудс получили дополнительные госзаказы, а губернатор Прайс учредил Оборонный комитет, во главе которого поставил журналиста Дугласа Фримана. Ещё восемь региональных комитетов были организованы, чтобы решать проблему жилья, охраны здоровья и рекрутского набора. Вместо Национальной гвардии, которую предполагалось отправить на федеральную службу, были созданы Силы Обороны Вирджинии из 11-ти батальонов по 3500 человек каждый. К марту 1941 года стала ощущаться нехватка рабочих рук, и начался набор женщин на некоторые гражданские должности. Нападение Японии на Перл-Харбор покончило с изоляционистскими настроениями в Вирджинии, жители штата стали массово записываться в армию, заработала система авиационного оповещения, вокруг Норфолка были размещены системы ПВО, а полиция арестовала всех лиц японской национальности. Новый губернатор Колгейт Дарден подал личный пример экономии, сократив инаугурационную церемонию и отказавшись от служебного транспорта. К концу войны 400 000 вирджинцев были наняты для нужд обороны штата.
Помимо верфей и доков Норфолка в Вирджинии Завод боеприпасов Радфорта, были реанимированы бывшие военные лагеря Лэнгли-Филд и Кэмп-Ли, и основаны новые лагеря, в их числе Кэмп-Э.П.Хилл и Кэмп-Пикетт. Вирджинию заполонили военные (1,7 миллиона человек были отправлены в Европу из Норфолка), были перегружены дороги и общественный транспорт, выросло число аварий. Из-за нехватки жилья люди селились в грузовиках и курятниках, в Норфолке арендовали койки посменно. Размножились бары, игровые притоны и бордели, так что возросший уровень криминала потребовал федерального вмешательства. В ряды армии США вступили 300 000 вирджинцев, включая женщин, из них 11 000 человек не вернулись с воинской службы. Особенно прославились солдаты и офицеры 116-го пехотного полка, участвовавшие в боях за Омаха-Бич.
Политическая жизнь Вирджинии была спокойной в годы войны. Политику всё так же контролировал Бёрд, в 1941 году он поддержал кандидатуру Дардена, который сумел провести много социальных реформ. Подъём экономики позволил штату выплатить внешний долг, который висел на нём с середины XIX века. Многие вирджинцы нашли себе работу за пределами штата, так же как много рабочих приехало в штата извне, особенно с севера, где более требовательно относились к работе правительства. Участились протесты против налога на голосование (который сохранился всего в восьми штатах США), и консерваторы согласились отменить его, но предложили другие ограничительные меры, но весь пакет проекта не был одобрен референдумом 1949 года. Политика президента Трумена, во многом направленная против сегрегации, восстановила Бёрда против него, но на президентских выборах 1948 года он не решился выступать против Трумена, опасаясь навредить Демократической партии, поэтому занял нейтральную позицию, разрешив своим сторонникам голосовать за Трумена или за Тёрмонда по их выбору. 
В июле 1944 года чернокожая Ирен Морган отказалась перейти в заднюю (выделенную для чёрных) часть автобуса, идущего в Балтимор, была арестована и оштрафована за нарушение сегрегационных законов. Её иск в верховный суд Вирджинии был отклонён, но Верховный суд США в деле Морган против Вирджинии 1946 года постановил, что только Конгресс имеет право регулировать межштатный транспорт. Победа Морган на десятилетие опередила более известную победу Розы Паркс в Алабаме. В 1947 году чернокожий Уильям Лоуренс был избран в наблюдательный совет округа Нансемонд, став первым чернокожим, выбранным на административную должность в Вирджинии в XX веке. В 1948 году в городской совет Ричмонда был избран чернокожий Оливер Хилл.
Изменения в экономике и социальной жизни штата могли угрожать доминированию Бёрда, поэтому он с удвоенными усилиями включился в борьбу за выборы губернатора в 1949 году. Ему удалось провести в губернаторы своего кандидата, Джона Баттла, что стало его большой личной победой.

### Вирджиния в 1950-е годы

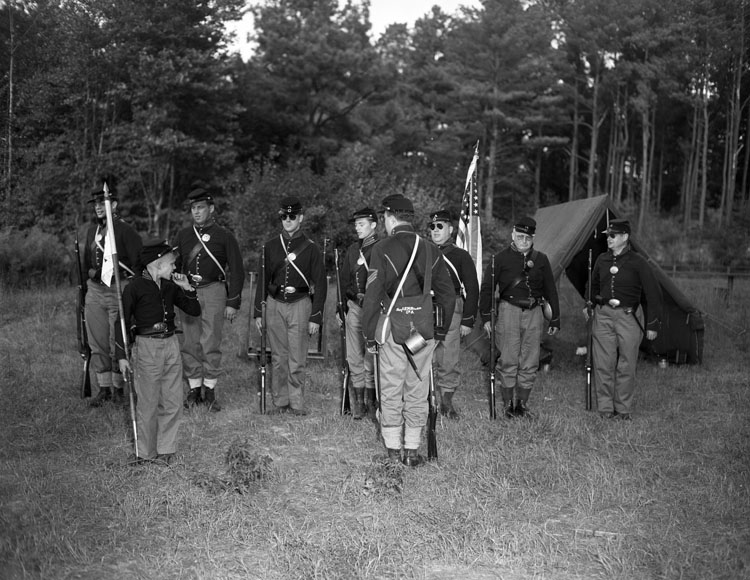
Реконструкторы Гражданской войны в 1951 году.

К концу 1940-х Бёрду удалось победить всех своих политических противников, хотя его политика и стала вызывать недовольство вирджинцев. В 1948 году его сын, Гарри Бёрд Младший, прошёл в снят штата и на сессии 1950 года предложил свою программу снижения налогов. На той же сессии легислатура выделила $45 миллионов долларов на строительство школ, но эти меру не поспевали за ростом населения, и Вирджиния отставала по многим показателям от средних по стране. Среди демократов возникла новая оппозиция Бёрду, но ему удалось пресечь все их инициативы, победить на сенатских выборах 1952 года, а на президентских выборах того года он поддержал республиканца Эйзенхауэра, который смог победить в Вирджинии: это был первая победа кандидата-республиканца после 1928 года. Победа Эйзенхауэра во многом объяснялась неудачной Корейской войной в которой погибло около 1000 вирджинцев. Война закончилась в 1953, и в том же году прошли губернаторские выборы, на которых при поддержке Бёрда победил Томас Стэнли. Организация Бёрда к тому времени начала утрачивать влияние, но ей помогли начавшиеся в те годы споры о десегрегации.
17 мая 1954 года Верховный суд США в деле Браун против Совета по образованию объявил все сегрегационные законы неконституционными. Это решение породило бурю эмоций, которая в конечном итоге покончила с эпохой Бёрда в вирджинской политике. Общественность потребовала от губернатора Стэнли принять меры в соответствии с решением суда, и в то же время начались массовые протесты против этого решения. В июне в Ричмонде прошёл съезд губернаторов южных штатов, на которой они выработали общий план борьбы в десегрегацией, после чего Стэнли объявил, что сделает всё для поддержания раздельного образования, а в крайнем случае вообще добьётся отмены финансирования школ. Стэнли старался держаться в русле политики Бёрда, который обещал устроить массовое сопротивление (massive resistance) десегрегации. Такое отношение в целом было несвойственно вирджинским политикам, которые традиционно дистанцировались от расовой политики южных штатов, но Бёрд хотел воспользоваться гневом консерваторов для укрепления своей политической машины. Ему казалось, что если  он не займёт жёсткой позиции в этом вопросе, то утратит инициативу в политике. В августе 1954 года специальная Комиссия Грея создала план, который позволял интегрировать школы, но давал возможность распределять учеников по школам так, чтобы они расово не смешивались. Было отменено обязательное образование, что давало возможность не посещать интегрированные школы. Предполагалась система компенсаций, дающая возможность ученикам посещать частные школы. Это было как будто решением вопроса, но в скором времени Бёрд изменил своё мнение и стал выступать за полное неподчинение федеральному решению. При его содействии был составлен документ, известный как Southern Manifesto, призывающий сопротивляться десегрегации всеми законными способами.
В июле 1956 года вирджинские политики выработали «План Стэнли», который давал губернатору право закрыть школу, которая попытается интегрироваться. Они были готовы полностью разрушить систему образования штата во имя белого супремасизма. После этого на губернаторских выборах Бёрд привёл к победе Джеймса Элмонда, который был убеждённым сегрегационистом, хотя и не верил в эффективность плана Стэнли. В 1958 году Бёрд снова победил на сенатский выборах, легислатура принимала всё новый жёсткие расовые законы, но она не могла бороться с федеральной политикой  8 сентября 1958 года Федеральный судья Джон Пол обязал округ Уоррен, где не было школ для чёрных, десегрегировать все свои школы. Элмонд попытался закрывать эти школы, но вскоре столкнулся с протестами общественности и крупного бизнеса. Последний обратил внимание не то, что в 1958 году Вирджиния не получил ни доллара инвестиций, в то время как соседняя Северная Каролина, где интеграция прошла быстрее, получила четверть миллиарда долларов. В январе 1959 года Верховный суд Вирджинии признал, что законы, позволяющие закрывать школы, нарушают Конституцию штата. 28 января губернатор Элмонд признался, что не имеет возможности бороться с федеральной политикой. Движение за "массовое сопротивление" на этом закончилось. В апреле 1959 года был создан новый план, призванный минимализировать темпы интеграции; он тормозил процессы интеграции, но не препятствовал ей.

### Вирджиния в 1960-е годы
1960-е годы стали эпохой трансформации Вирджинии: от умеренного реформизма губернатора Харрисона (1962—1966) к уверенному прогрессивизму губернатора Годвина (1966—1970). В 1962 году Вирджиния была последней в списке по уровню расходов на здравоохранение и образование, и даже по расходам на дорожное строительство она была на 36 месте. Налоги в штате были самыми низкими в США, но правительству  штата было трудно балансировать бюджет. Попытка Харриса ввести налог на продажи не увенчалась успехом. Бёрд в это время утрачивал остатки влияния: когда в 1964 года была принята 24-я поправка, запретившая налог на голосование, Бёрд попытался сохранить налог на внутриштатных выборах и ввести иные ограничения на голосования, но все эти попытки были пресечены федеральными судами. В том же году так же судебным решением была изменена система избирательных округов, так что они перестали совпадать с административными округами, что так же ослабило Бёрда. Электорат стал более молодым, менее монорасовым, более урбанизированным. Это проявилось на президентских выборах 1964 года, когда Бёрд предпочитал кандидатура Голдуотера, но чиновники штата поддержали Линдона Джонсона, который победил в Вирджинии, получив много голосов от чернокожих избирателей. Это стало концом эпохи Бёрда: он сумел победить на сенатских выборах, но подал в отставку уже через год и умер ещё год спустя. Он вошёл в историю как человек, создавший ответственное и бережливое правительство, но не сумевший решить социальные проблемы штата.
В это же десятилетие началось движение за гражданские права в среде студентов. 1 февраля 1960 года студенты Северной Каролины устроили сидячую демонстрацию в магазине Woolworth, а уже 20 февраля чернокожие студенты Университета Союза устроили аналогичную акцию в фудкортах Woolworth и Thalhimers. Многие участники были арестованы и осуждены, но Верховный суд США в деле Рэндольф против Вирджинии оправдал их. Мартин Лютер Кинг трижды посещал Вирджинию в 1963 году. В деле Джонсон против Вирджинии 1963 года Верховный суд признал незаконной сегрегацию в зале суда, в деле Ловинг против Вирджинии был отменён запрет на межрасовые браки, а в 1969 году в деле Грин против комиссии по образованию округа Кент были устранены последние препятствия к интеграции школ. В 1967 году чернокожий Уильям Рейд впервые в XX веке  был избран в Законодательное собрание штата. Эти новшества испугали вирджинских демократов, которые с молчаливого согласия Бёрда стали всё чаще голосовать за республиканскую партию, а после смерти Бёрда стали ещё активнее уходить из своей партии.

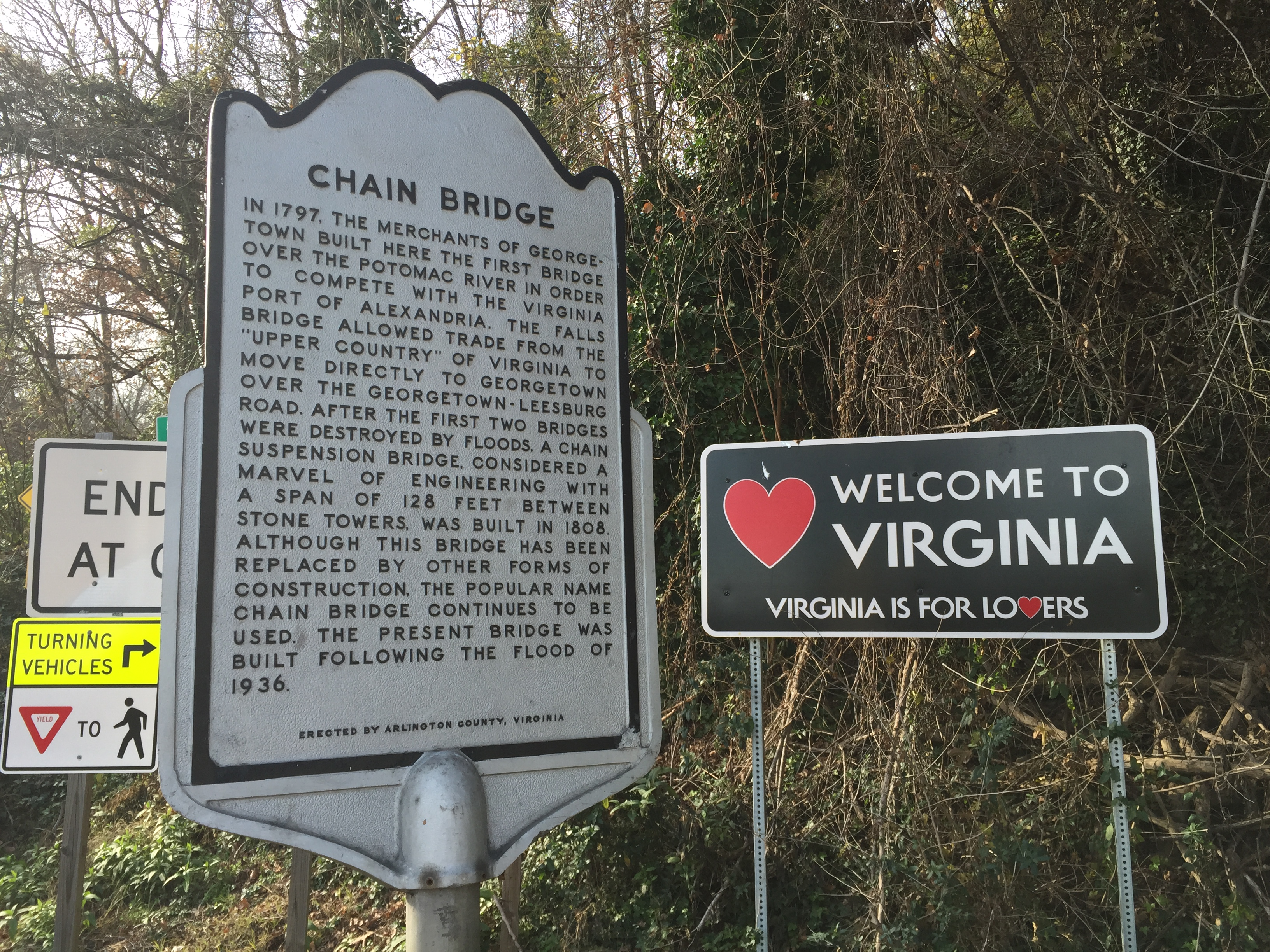
Информационный стенд и слоган Virginia is for lovers

На губернаторских выборах 1865 года победил демократ Майлз Годвин, некогда сторонник Бёрда и противник интеграции, готовый пойти на закрытие публичных школ, но в 1965 году он стал выражаться осторожнее, подчёркивал необходимость развития образовательной системы и экономики. Он предложил ввести налог с продаж и направил эти деньги на финансирование колледжей и зарплаты учителям, а так же на формирование библиотечной системы. Он лично  занимался налаживанием коммерческих связей с Европой и открыл торговое представительство в Бельгии. Ему удалось увеличить приток инвестиций и развить туризм, для чего в 1969 году был придуман слоган «Virginia Is for Lovers». Это дало штату дополнительно 60 000 рабочих мест. Под конец своего срока он внёс коррективы в конституцию 1902 года, облегчающие правительству штата брать деньги в долг. Поправки были одобрены на референдуме 1970 года. Теперь конституция гарантировала гражданские права всем вирджинцам и покончила с сексуальной дискриминацией. Губернаторство Годвина было самым конструктивным в XX веке, но оно не спасло демократическую партию. Антивоенные протесты, феминизм и городские бунты заставили консервативную часть партии уйти к республиканцам. В итоге на губернаторских выборах 1969 года впервые со времен реконструкции победил республиканец, Линвуд Холтон.
Под конец десятилетия Вирджиния сильно пострадала от урагана Камилла. Он зародился в Мексиканском заливе, поднялся вверх по долине Миссисипи, повернул на восток, перешел Аллегенские горы и 19 августа обрушился на округа Нельсон и Рокбридж. Горные реки вышли из берегом, снесли множество мостов и дамб, и унесли жизни 150 человек, некоторые из которых так и не были найдены.

### Вирджиния в 1970-е годы
В начале 1970-х угла в прошлое Вьетнамская война, которая унесла с собой жизни 1500 вирджинцев, но подняла экономику штата. Студенческие протесты обошли Вирджинию стороной, хотя несколько случаев имели место после расстрела в Кентском университете в Огайо в 1970 году. На президентских выборах 1972 года победил Никсон, которого поддержали консервативные демократы Вирджинии. Это повлияло на то, что сенатор-демократ Уильям Спонг лишился сенатского места, и республиканцы захватили большинство в вирджинской конгрессиональной делегации. Вместе с тем республиканцы разочаровались губернатором Холтоном и уговорили Годвина принять участие в выборах, но уже от республиканской партии.  На выборах 1973 года он победил, получив 50.7% голосов избирателей. Победа Годвина показала, насколько усилились позиции республиканцев в Вирджинии. Второй срок Годвина оказался менее впечатляющим. Ему повредил Уотергейтский скандал, затем нефтяной кризис и экономический спад. Ему пришлось сокращать финансирование проектов, которые он сам же предложил в 1960-е. На экономические проблемы наложилась экологическая катастрофа 1975 года, когда токсичный инсектицид попал в реку Джеймс, что привело к запрету рыбной ловли в реке и в Чесапикском заливе на несколько лет. Но несмотря на все проблемы Годвина, это не повредило республиканской партии и на губернаторских выборах 1977 года снова победил республиканец Джон Далтон.
Республиканцы побеждали за счёт более современных технологий, в том числе активно использовали рекламу на телевидении. Их лидером стал Ричард Обеншайн, который имел все шансы стать новым Бёрдом. Он победил на партийных праймериз и был выдвинут кандидатом в сенаторы, но вскоре погиб в автокатастрофе и республиканцы остались без лидера. Далтон тесно сотрудничал с Оберштайном и, хотя и был центристом по мировоззрению, полагал, что партии надо переманивать консерваторов из бывших демократов. Победа Далтона на выборах помогла провести в сенат Джона Уорнера, и это было ещё одной победой республиканской партии. В период губернаторства Далтона не произошло крупных кризисов, он старался развивать систему транспорта и образования, ограничивал расширение штата госслужащих и был сторонником инклюзивности в кадровой политике: при нём в правительство штата впервые попала чернокожая женщина Джин Харрис.

### Вирджиния в 1980-е годы
В 1980 году население Вирджинии составляло 5 346 797 человек, и она имела 12 человек в коллегии выборщиков. На президентских выборах того года в штате победил республиканец Рональд Рейган, который получил 53 03% голосов избирателей. На губернаторских выборах 1981 года победил Чарльз Робб, ветеран вьетнамской войны, женатый на дочери президента Линдона Джонсона. С 1977 года он был вице-президентом, единственным демократом в правительстве, что автоматически делало его лидером партии. В 1981 году он набрал 53.5% голосов, а демократам удалось провести в правительство вице-губернатора и генерального прокурора. Робб стал выделять больше денег на образование, но при этом не поднимал налогов. При нём на государственные должности попало много женщин, а Джон Томас стал первым афроамериканцем в суде штата. Он оказывал влияние и на демократическую партию в стране, стараясь сделать её более центристской. На президентских выборах 1984 года Рейган снова победил в Вирджинии; его конкурент, демократ Уолтер Мондейл набрал всего 37.09% голосов в штате, что заставило Робба организовать «Совет демократического руководства» и постараться не дать партии смещаться ещё больше влево. Политологи полагали, что у Роба есть шанс стать президентом или вице-президентом.
Роббу удалось поднять престиж демократической партии настолько, что в 1985 году вирджинцы снова выбрали демократа на пост губернатора: им стал Джеральд Бэлайлс, вице-губернатором при котором впервые в истории штата стал афроамериканец Дуглас Уайлдер, а Мэри Сью Терри стала первой женщиной на посту генерального прокурора. В то годы говорили, что из-за Робба в Вирджинии снова стало модно быть демократом. Бэлайлс шёл на выборы с лозунгом «Бэлайлс рифмуется со 'смайлс'», он стал одним из амбициозных губернаторов 80-х, подобных Биллу Клинтону из Арканзаса или Томасу Кину из Нью-Джерси. Он сразу предложил 10-летний проект дорожных улучшений, и поднял налог на бензин и продажи. Он ускорил очищение Чесапикского залива, и впоследствии активно агитировал за защиту окружающий среды. В 1996 году он издал книгу «Спасение Чесапикского залива». Бэлайлс поднял зарплаты учителям и впервые ввёл в штате единую систему тестов для школ. Чтобы дети учились мыслить в глобальном масштабе он распорядился повесить большую карту мира в каждой начальной школе. Он впервые назначил женщину (Элизабет Лэси) в верховный суд Вирджинии. Однако, в 1989 году штат потрясла крупная забастовка шахтёров, и в том же году случился экономический кризис, из-за чего к концу срока Бэлайлса бюджету штата не хватало 2 миллиардов долларов. Он покинул свой пост в январе 1990 года и губернатором стал Дуглас Уайлдер.

### Вирджиния в 1990-е годы
Политическая обстановка в 1989 году благоприятствовала демократам. Администрация Бэлайлса оставила о себе хорошую память. Главным предметом дискуссии неожиданно стали аборты. Республиканский кандидат Кольман выступал против абортов, в Уалдер утверждал, что каждый человек имеет право выбора. Средства массовой информации обсуждали не столько программу Уайлдера, сколько сам факт того, что афроамериканец может стать губернатором в одном из штатов бывшей конфедерации. На выборах Уалдер победил, получив 50.2% голосов при 49.8% у Кольмана. на посту губернатора Уалдеру пришлось бороться с последствиями экономического спада, из-за которого ему пришлось сокращать бюджет. У него часто возникали разногласия с собственной партией, особенно когда он решил принять участие в президентских выборах 1992 года, и из-за этого часто отсутствовал в штате в 1991 году. Уайлдер в конце концов отказался от президентской кампании, что плохо сказалось на его популярности. На выборах 1993 года республиканец Джордж Аллан легко победил своего конкурента, и партия винила Уайлдера в этой неудаче.
К президентским выборам 1992 года население Вирджнии выросло до 7 078 515 человек и её делегация в комиссии выборщиков увеличилась до 13 человек. Выборы в Вирджинии выиграл республиканец Джордж Буш, который получил 44.97% голосов избирателей и все 13 голосов выборщиков.

## XXI век
В 2000 году население Вирджинии достигло 7 078 515 жителей и она имела 13 голосов в коллегии выборщиков. На президентских выборах 2000 года республиканец Джордж Буш Младший победил в Вирджинии, набрав 52.47% голосов избирателей и получив все 13 голосов коллегии выборщиков.
На губернаторских выборах 2001 года победил кандидат от демократов, Марк Уорнер, который набрал 53% голосов, победив кандидата от республиканцев (47%) и кандидата от либертарианцев (0,777%).  Пост вице-губернатора занял Тим Кейн. Уорнеру достался в наследство дефицит бюджета, который достиг 6 миллиардов долларов, но когда он покинул свой пост через четыре года, бюджет был сбалансирован, и Вирджиния могла себе позволить крупнейшие в своей истории инвестиции в систему образования, а так же внести большие суммы в программу очистки Чесапикского залива.

## См. так же
- Список губернаторов Виргинии
- История рабства в Вирджинии[англ.]

### Статьи
- Wertenbaker, Thomas J. Jamestown, 1607-1957 (англ.) // Proceedings of the American Philosophical Society. — American Philosophical Society, 1957. — Vol. 101, iss. 4. — P. 369—374.
- Johnson, Charles. V for Virginia: The Commonwealth Goes to War (англ.) // Virginia Magazine of History and Biography. — 1992. — July (vol. 100, no. 3). — P. 365–398.